# Club Brugge in het seizoen 2011/12
Hieronder vindt men de statistieken, de wedstrijden, de ploegsamenstellingen en de transfers van Club Brugge in het seizoen 2011/2012.

## Spelers A-kern
| No. | Land                | Naam                 | Competitie | Beker van België | Europa League | Positie                                         | Vorige Club          |
| --- | ------------------- | -------------------- | ---------- | ---------------- | ------------- | ----------------------------------------------- | -------------------- |
| 1   | Vlag van België     | Colin Coosemans      | 13 (0)     | 2 (0)            | 7 (0)         | Doelman                                         | eigen jeugd          |
| 2   | Vlag van Noorwegen  | Tom Høgli            | 31 (0)     | 0 (0)            | 8 (0)         | Rechtsachter                                    | Tromsø IL            |
| 3   | Vlag van Zweden     | Michael Almebäck     | 28 (0)     | 1 (0)            | 11 (0)        | Centrale verdediger                             | Örebro SK            |
| 4   | Vlag van België     | Carl Hoefkens 1      | 34 (2)     | 1 (0)            | 9 (1)         | Centrale verdediger / Rechtsachter              | West Bromwich Albion |
| 5   | Vlag van Zweden     | Fredrik Stenman      | 7 (0)      | 0 (0)            | 2 (0)         | Linksachter                                     | FC Groningen         |
| 6   | Vlag van Denemarken | Niki Zimling 2       | 34 (1)     | 1 (1)            | 11 (0)        | Verdedigende middenvelder                       | N.E.C.               |
| 7   | Vlag van Colombia   | Carlos Bacca         | 10 (3)     | 0 (0)            | 0 (0)         | Spits                                           | Atletico Junior      |
| 8   | Vlag van Israël     | Lior Refaelov        | 32 (6)     | 2 (0)            | 12 (1)        | Flankaanvaller                                  | Maccabi Haifa        |
| 9   | Vlag van België     | Björn Vleminckx      | 29 (6)     | 2 (2)            | 9 (2)         | Spits                                           | N.E.C.               |
| 10  | Vlag van Marokko    | Nabil Dirar **       | 22 (4)     | 1 (1)            | 8 (4)         | Flankaanvaller                                  | KVC Westerlo         |
| 11  | Vlag van België     | Jonathan Blondel     | 16 (0)     | 1 (1)            | 4 (0)         | Centrale middenvelder                           | Tottenham Hotspur    |
| 13  | Vlag van Spanje     | Víctor Vázquez       | 35 (6)     | 1 (0)            | 11 (1)        | Aanvallende middenvelder                        | FC Barcelona         |
| 14  | Vlag van Tsjechië   | Matěj Vydra **       | 1 (0)      | 1 (0)            | 0 (0)         | Spits                                           | Udinese              |
| 15  | Vlag van Nigeria    | Joseph Akpala        | 36 (15)    | 1 (0)            | 11 (7)        | Spits                                           | Sporting Charlerloi  |
| 16  | Vlag van België     | Maxime Lestienne     | 19 (6)     | 1 (0)            | 5 (1)         | Aanvallende middenvelder                        | Excelsior Moeskroen  |
| 17  | Vlag van Brazilië   | Marcos Camozzato     | 9 (0)      | 0 (0)            | 0 (0)         | Rechtsachter                                    | België Standard Luik |
| 18  | Vlag van Nederland  | Ryan Donk 2          | 39 (4)     | 2 (1)            | 11 (3)        | Centrale verdediger                             | West Bromwich Albion |
| 19  | Vlag van België     | Thomas Meunier       | 34 (3)     | 3 (1)            | 12 (1)        | Aanvallende middenvelder                        | Excelsior Virton     |
| 20  | Vlag van België     | Thibaut Van Acker    | 18 (0)     | 2 (0)            | 6 (0)         | Verdedigende middenvelder / Rechtermiddenvelder | eigen jeugd          |
| 21  | Vlag van België     | Pietro Perdichizzi   | 0 (0)      | 0 (0)            | 0 (0)         | Centrale verdediger                             | Sporting Charlerloi  |
| 22  | Vlag van Spanje     | Jordi Figueras       | 19 (1)     | 0 (0)            | 2 (0)         | Centrale verdediger                             | Rayo Vallecano       |
| 24  | Vlag van België     | Daan Van Gijseghem   | 1 (0)      | 1 (0)            | 1 (0)         | Centrale verdediger                             | Excelsior Moeskroen  |
| 25  | Vlag van Noorwegen  | Mushaga Bakenga      | 8 (1)      | 0 (0)            | 0 (0)         | Spits                                           | Rosenborg BK         |
| 26  | Vlag van België     | Fries Deschilder     | 3 (0)      | 1 (0)            | 2 (0)         | Centrale middenvelder                           | eigen jeugd          |
| 27  | Vlag van België     | Jimmy De Jonghe      | 13 (0)     | 2 (0)            | 3 (0)         | Linkermiddenvelder / Linksachter                | eigen jeugd          |
| 28  | Vlag van België     | Jannes Vansteenkiste | 2 (0)      | 1 (0)            | 3 (0)         | Linksachter                                     | eigen jeugd          |
| 29  | Vlag van België     | Zinho Gano           | 0 (0)      | 0 (0)            | 0 (0)         | Linksbuiten                                     | eigen jeugd          |
| 30  | Vlag van België     | Nick Van Belle       | 0 (0)      | 0 (0)            | 0 (0)         | Spits                                           | eigen jeugd          |
| 32  | Vlag van België     | Vadis Odjidja-Ofoe   | 29 (4)     | 2 (0)            | 10 (1)        | Centrale middenvelder                           | Hamburger SV         |
| 33  | Vlag van Servië     | Vladan Kujović       | 1 (0)      | 0 (0)            | 5 (0)         | Doelman                                         | Willem II            |
| 39  | Vlag van Servië     | Bojan Jorgačević *   | 26 (0)     | 0 (0)            | 0 (0)         | Doelman                                         | AA Gent              |
| 50  | Vlag van België     | Sven Dhoest          | 1 (0)      | 0 (0)            | 0 (0)         | Doelman                                         | eigen jeugd          |

- Aanvoerder (Onder Adrie Koster was Ryan Donk vice-aanvoerder, onder Christoph Daum was dit Niki Zimling.)
- * Vanaf 8 november 2011.
- ** Tot 31 januari 2012.

## Uitrustingen
Shirtsponsor(s): Dexia (later: Belfius)

Sportmerk: Puma
| Thuis | Uit | Alternatief | Alternatief | Doelman | Doelman | Doelman |  |

#### Opmerkingen
1. ↑  Dit werd gedragen in de uitwedstrijden tegen Gent en Genk. Tenue was niet verkrijgbaar voor fans.
2. ↑  Dit werd gedragen in de reguliere competitie uit tegen Sporting Lokeren, Lierse en Cercle Brugge.

## Trainersstaf
| Functie                  | Naam                   | Nationaliteit | Opmerking                                                             |
| ------------------------ | ---------------------- | ------------- | --------------------------------------------------------------------- |
| Hoofdtrainer             | Christoph Daum         | Duitsland     | Vanaf 9 november 2011.                                                |
| Hoofdtrainer             | Adrie Koster           | Nederland     | Tot 30 oktober 2011.                                                  |
| assistent-trainer        | Rudi Verkempinck       | België        | Hoofdtrainer ad interim van 30 oktober 2011 tot 9 november 2011.      |
| Keeperstrainer           | Dany Verlinden         | België        |                                                                       |
| Linietrainer verdediging | Philippe Clement       | België        | Assistent-trainer ad interim van 30 oktober 2011 tot 9 november 2011. |
| Linietrainer middenveld  | Stephan Van der Heyden | België        |                                                                       |
| Linietrainer aanval      | Kenneth Brylle         | Denemarken    |                                                                       |
| Performance coach        | Siebe Hannosset        | België        |                                                                       |
| Fysiektrainer            | Joost Desender         | België        |                                                                       |

## Bestuur
| Functie             | Naam             | Nationaliteit | Opmerking                          |
| ------------------- | ---------------- | ------------- | ---------------------------------- |
| Voorzitter          | Bart Verhaeghe   | België        |                                    |
| Algemeen manager    | Vincent Mannaert | België        |                                    |
| Sportief manager    | Henk Mariman     | België        | tot 13 november 2011               |
| Sportief manager    | Sven Vermant     | België        | tot 13 november 2011, nadien scout |
| Commercieel manager | Patrick Orlans   | België        |                                    |

## Transfers

### Zomer 2011

#### Uitgaand
- Ivan Perisic (M, naar Borussia Dortmund)
- Jorn Vermeulen (M, naar Oud-Heverlee Leuven)
- Peter Van der Heyden (V, naar Beerschot AC)
- Jeroen Simaeys (M, naar KRC Genk)
- Karel Geraerts (M, naar Oud-Heverlee Leuven)
- Ronald Vargas (M, naar RSC Anderlecht)
- Dorge Kouemaha (A, naar FC Kaiserslautern)
- Wilfried Dalmat (M, naar Orduspor)
- Stefan Šćepović (A, naar Hapoel Akko)
- Júnior Díaz (V, naar Wisła Kraków)

#### Contract stopgezet
- Glenn Verbauwhede (D, in januari 2012 naar KVC Westerlo)

#### Stoppen
- Geert De Vlieger (D)

#### Inkomend
- Fredrik Stenman (V, komt over van FC Groningen)
- Björn Vleminckx (A, komt over van N.E.C.)
- Niki Zimling (M, komt over van N.E.C.)
- Thomas Meunier (A, komt over van RE Virton)
- Vladan Kujović (D, komt over van Willem II)
- Víctor Vázquez (M, komt over van FC Barcelona B)
- Michael Almebäck (V, komt over van Örebro SK)
- Tom Høgli (V, komt over van Tromsø IL)
- Lior Refaelov (M, komt over van Maccabi Haifa)
- Pietro Perdichizzi (V, komt over van Sporting Charleroi)
- Matěj Vydra (A, wordt geleend van Udinese)

### Winter 2012

#### Uitgaand
- Nabil Dirar (A, naar AS Monaco)
- Matěj Vydra (A, terug naar Udinese)

#### Inkomend
- Bojan Jorgačević (D, komt over van AA Gent)
- Carlos Bacca (A, komt over van Atlético Junior)
- Jordi Figueras (V, komt over van Roebin Kazan)
- Mushaga Bakenga (A, komt over van Rosenborg BK)

## Jupiler Pro League

### Wedstrijden
| Wedstrijddetails                                              | Thuisploeg                                                       | Uitslag                             | Uitploeg                                                       | Opstelling | Kaarten                                                     |
| ------------------------------------------------------------- | ---------------------------------------------------------------- | ----------------------------------- | -------------------------------------------------------------- | --- | ----------------------------------------------------------- |
| Heenronde                                                     |                                                                  |                                     |                                                                | |                                                             |
| 31 juli 2011 20:00u Jan Breydelstadion Brugge                 | Club Brugge                                                      | 5-0                                 | KVC Westerlo                                                   | Coosemans Hoefkens, Donk, Almebäck, De Jonghe Odjidja, Zimling (86' Deschilder), Vázquez (76' Lestienne) Refaelov, Vleminckx, Dirar (71' Meunier) | 4' Zimling 56' Donk                                         |
| 31 juli 2011 20:00u Jan Breydelstadion Brugge                 | 52' Corstjens (own) 61' Vázquez 69' Odjidja 82' Meunier 88' Donk | 1-0 2-0 3-0 4-0 5-0                 |                                                                | Coosemans Hoefkens, Donk, Almebäck, De Jonghe Odjidja, Zimling (86' Deschilder), Vázquez (76' Lestienne) Refaelov, Vleminckx, Dirar (71' Meunier) | 4' Zimling 56' Donk                                         |
| 7 augustus 2011 20:30 Stayen Sint-Truiden                     | Sint-Truiden VV                                                  | 3-3                                 | Club Brugge                                                    | Coosemans Hoefkens, Donk, Almebäck, Vansteenkiste (77' Høgli) Odjidja, Zimling, Vázquez Refaelov, Vleminckx, Lestienne (70' Dirar) | 85' Zimling 90+2' Coosemans                                 |
| 7 augustus 2011 20:30 Stayen Sint-Truiden                     | 64' Ghoochannejhad 66' Schouterden 90+4' Dufer                   | 0-1 0-2 0-3 1-3 2-3 3-3             | 12' Refaelov 14' Lestienne 45' Refaelov                        | Coosemans Hoefkens, Donk, Almebäck, Vansteenkiste (77' Høgli) Odjidja, Zimling, Vázquez Refaelov, Vleminckx, Lestienne (70' Dirar) | 85' Zimling 90+2' Coosemans                                 |
| 13 augustus 2011 20:00 Jan Breydelstadion Brugge              | Club Brugge                                                      | 1-0                                 | Oud-Heverlee Leuven                                            | Coosemans Hoefkens (61' Dirar), Donk, Almebäck (10' Høgli), De Jonghe Odjidja, Zimling, Vázquez Refaelov, Vleminckx (46' Akpala), Lestienne | 40' Vleminckx 62' De Jonghe 66' Refaelov 82' Vázquez        |
| 13 augustus 2011 20:00 Jan Breydelstadion Brugge              | 79' Roelandts (own)                                              | 1-0                                 |                                                                | Coosemans Hoefkens (61' Dirar), Donk, Almebäck (10' Høgli), De Jonghe Odjidja, Zimling, Vázquez Refaelov, Vleminckx (46' Akpala), Lestienne | 40' Vleminckx 62' De Jonghe 66' Refaelov 82' Vázquez        |
| 21 augustus 2011 18:00 Regenboogstadion Waregem               | SV Zulte Waregem                                                 | 1-1                                 | Club Brugge                                                    | Coosemans Hoefkens, Donk, Almebäck, Høgli Odjidja, Zimling, Vázquez (33' Deschilder) Dirar, Akpala, Lestienne (67' Meunier) |                                                             |
| 21 augustus 2011 18:00 Regenboogstadion Waregem               | 19' Rossini                                                      | 1-0 1-1                             | 55' Odjidja                                                    | Coosemans Hoefkens, Donk, Almebäck, Høgli Odjidja, Zimling, Vázquez (33' Deschilder) Dirar, Akpala, Lestienne (67' Meunier) |                                                             |
| 28 augustus 2011 20:00 Jan Breydelstadion Brugge              | Club Brugge                                                      | 1-1                                 | RSC Anderlecht                                                 | Coosemans Hoefkens, Donk, Almebäck, Høgli Odjidja, Zimling (77' Dhoest), Vázquez (86' Blondel) Dirar, Vleminckx, Lestienne (66' De Jonghe) | 4' Vleminckx 53' Hoefkens 75' Coosemans                     |
| 28 augustus 2011 20:00 Jan Breydelstadion Brugge              | 85' Odjidja                                                      | 1-0 1-1                             | 90+2' Jovanovic                                                | Coosemans Hoefkens, Donk, Almebäck, Høgli Odjidja, Zimling (77' Dhoest), Vázquez (86' Blondel) Dirar, Vleminckx, Lestienne (66' De Jonghe) | 4' Vleminckx 53' Hoefkens 75' Coosemans                     |
| 11 september 2011 18:00 Achter de Kazerne Mechelen            | KV Mechelen                                                      | 1-2                                 | Club Brugge                                                    | Coosemans Hoefkens, Donk, Almebäck, Høgli Odjidja, Zimling, Vázquez (63' Blondel) Dirar (85' Vydra), Akpala, Meunier |                                                             |
| 11 september 2011 18:00 Achter de Kazerne Mechelen            | 85' Høgli (own)                                                  | 0-1 0-2 1-2                         | 4' Hoefkens 54' Akpala                                         | Coosemans Hoefkens, Donk, Almebäck, Høgli Odjidja, Zimling, Vázquez (63' Blondel) Dirar (85' Vydra), Akpala, Meunier |                                                             |
| 18 september 2011 20:30 Daknamstadion Lokeren                 | Sporting Lokeren                                                 | 1-2                                 | Club Brugge                                                    | Coosemans Hoefkens (73' Meunier), Donk, Almebäck, Høgli Odjidja, Zimling, Vázquez (89' Blondel) Dirar, Akpala (77' Vleminckx), Refaelov | 57' Hoefkens                                                |
| 18 september 2011 20:30 Daknamstadion Lokeren                 | 40' De Ceulaer                                                   | 0-1 1-1 1-2                         | 36' Dirar 81' Vleminckx                                        | Coosemans Hoefkens (73' Meunier), Donk, Almebäck, Høgli Odjidja, Zimling, Vázquez (89' Blondel) Dirar, Akpala (77' Vleminckx), Refaelov | 57' Hoefkens                                                |
| 24 september 2011 20:00 Jan Breydelstadion Brugge             | Club Brugge                                                      | 2-1                                 | RAEC Mons                                                      | Coosemans Hoefkens, Donk, Almebäck, Høgli Odjidja, Zimling, Vázquez (88' Blondel) Dirar, Vleminckx (90+4' Akpala), Refaelov (90+1' Meunier) |                                                             |
| 24 september 2011 20:00 Jan Breydelstadion Brugge             | 56' Vleminckx 69' Odjidja                                        | 0-1 1-1 2-1                         | 40' Perbet                                                     | Coosemans Hoefkens, Donk, Almebäck, Høgli Odjidja, Zimling, Vázquez (88' Blondel) Dirar, Vleminckx (90+4' Akpala), Refaelov (90+1' Meunier) |                                                             |
| 2 oktober 2011 18:00 Olympisch Stadion Antwerpen              | Beerschot AC                                                     | 1-1                                 | Club Brugge                                                    | Coosemans Hoefkens, Donk, Almebäck, Høgli Odjidja, Zimling, Blondel (63' Meunier) Dirar, Vleminckx (71' Akpala), Refaelov (87' Deschilder) | 5' Dirar 52' Vleminckx 64' Donk                             |
| 2 oktober 2011 18:00 Olympisch Stadion Antwerpen              | 90+2' Nyoni                                                      | 0-1 1-1                             | 72' Akpala                                                     | Coosemans Hoefkens, Donk, Almebäck, Høgli Odjidja, Zimling, Blondel (63' Meunier) Dirar, Vleminckx (71' Akpala), Refaelov (87' Deschilder) | 5' Dirar 52' Vleminckx 64' Donk                             |
| 16 oktober 2011 14:30 Jan Breydelstadion Brugge               | Club Brugge                                                      | 2-0                                 | AA Gent                                                        | Coosemans Hoefkens, Donk, Almebäck, Høgli Odjidja, Zimling (79' Van Acker), Blondel Dirar, Vleminckx (75' Akpala), Meunier (85' Refaelov) | 71' Odjidja 89' Donk                                        |
| 16 oktober 2011 14:30 Jan Breydelstadion Brugge               | 24' Meunier 59' Vleminckx                                        | 1-0 2-0                             |                                                                | Coosemans Hoefkens, Donk, Almebäck, Høgli Odjidja, Zimling (79' Van Acker), Blondel Dirar, Vleminckx (75' Akpala), Meunier (85' Refaelov) | 71' Odjidja 89' Donk                                        |
| 23 oktober 2011 18:00 Guldensporenstadion Kortrijk            | KV Kortrijk                                                      | 2-1                                 | Club Brugge                                                    | Coosemans Høgli (32' Van Acker), Donk, Almebäck, De Jonghe Odjidja, Zimling, Refaelov Dirar (63' Vazquez), Vleminckx (74' Akpala), Meunier | 45+1' Van Acker 45+4' Dirar 89' Odjidja                     |
| 23 oktober 2011 18:00 Guldensporenstadion Kortrijk            | 84' Chavarría 87' Czvitkovics                                    | 0-1 1-1 2-1                         | 79' Van Hout (own)                                             | Coosemans Høgli (32' Van Acker), Donk, Almebäck, De Jonghe Odjidja, Zimling, Refaelov Dirar (63' Vazquez), Vleminckx (74' Akpala), Meunier | 45+1' Van Acker 45+4' Dirar 89' Odjidja                     |
| 29 oktober 2011 18:00 Jan Breydelstadion Brugge               | Club Brugge                                                      | 4-5                                 | KRC Genk                                                       | Coosemans Van Acker (88' Akpala), Donk, Almebäck (51' Vansteenkiste), De Jonghe Odjidja, Zimling, Vázquez Dirar (79' Refaelov), Vleminckx, Meunier | 90+3' Vleminckx                                             |
| 29 oktober 2011 18:00 Jan Breydelstadion Brugge               | 19' Donk 46' Vázquez 60' Meunier 67' Dirar                       | 0-1 1-1 1-2 2-2 3-2 4-2 4-3 4-4 4-5 | 2' De Bruyne 45' Hyland 72' Vossen 78' De Bruyne 85' De Bruyne | Coosemans Van Acker (88' Akpala), Donk, Almebäck (51' Vansteenkiste), De Jonghe Odjidja, Zimling, Vázquez Dirar (79' Refaelov), Vleminckx, Meunier | 90+3' Vleminckx                                             |
| 6 november 2011 20:30 Stade Maurice Dufrasne Luik             | Standard Luik                                                    | 2-1                                 | Club Brugge                                                    | Kujovic Camozzato, Donk, Van Gijseghem, Høgli Odjidja, Zimling, Vázquez (20' Refaelov) Dirar, Vleminckx (68' Akpala), Meunier | 24' Refaelov 40' Zimling 45+3' Camozzato 79' Dirar          |
| 6 november 2011 20:30 Stade Maurice Dufrasne Luik             | 38' Tchité 60' Tchité                                            | 1-0 2-0 2-1                         | 78' Dirar                                                      | Kujovic Camozzato, Donk, Van Gijseghem, Høgli Odjidja, Zimling, Vázquez (20' Refaelov) Dirar, Vleminckx (68' Akpala), Meunier | 24' Refaelov 40' Zimling 45+3' Camozzato 79' Dirar          |
| 20 november 2011 20:30 Jan Breydelstadion Brugge              | Club Brugge                                                      | 1-0                                 | Cercle Brugge                                                  | Jorgacevic Hoefkens, Donk, Almebäck, Høgli (85' De Jonghe) Odjidja, Zimling, Refaelov (77' Vázquez) Dirar, Akpala (81' Vleminckx), Meunier |                                                             |
| 20 november 2011 20:30 Jan Breydelstadion Brugge              | 55' Dirar                                                        | 1-0                                 |                                                                | Jorgacevic Hoefkens, Donk, Almebäck, Høgli (85' De Jonghe) Odjidja, Zimling, Refaelov (77' Vázquez) Dirar, Akpala (81' Vleminckx), Meunier |                                                             |
| 26 november 2011 20:00 Herman Vanderpoortenstadion Lier       | Lierse SK                                                        | 0-1                                 | Club Brugge                                                    | Jorgacevic Hoefkens, Donk, Almebäck, De Jonghe Odjidja, Zimling, Refaelov (71' Vázquez) Dirar, Vleminckx (88' Akpala), Meunier | 9' Zimling                                                  |
| 26 november 2011 20:00 Herman Vanderpoortenstadion Lier       |                                                                  | 0-1                                 | 73' Vleminckx                                                  | Jorgacevic Hoefkens, Donk, Almebäck, De Jonghe Odjidja, Zimling, Refaelov (71' Vázquez) Dirar, Vleminckx (88' Akpala), Meunier | 9' Zimling                                                  |
| Terugronde                                                    |                                                                  |                                     |                                                                | |                                                             |
| 3 december 2011 20:00 't Kuipje Westerlo                      | KVC Westerlo                                                     | 0-1                                 | Club Brugge                                                    | Jorgacevic Hoefkens, Donk, Almebäck, De Jonghe Odjidja (85' Vázquez), Zimling, Refaelov (72' Akpala) Dirar, Vleminckx (90+1' Van Acker), Meunier | 19' Meunier 47' De Jonghe 84' Odjidja 90+2' De Jonghe       |
| 3 december 2011 20:00 't Kuipje Westerlo                      |                                                                  | 0-1                                 | 88' Akpala                                                     | Jorgacevic Hoefkens, Donk, Almebäck, De Jonghe Odjidja (85' Vázquez), Zimling, Refaelov (72' Akpala) Dirar, Vleminckx (90+1' Van Acker), Meunier | 19' Meunier 47' De Jonghe 84' Odjidja 90+2' De Jonghe       |
| 11 december 2011 18:00 Jan Breydelstadion Brugge              | Club Brugge                                                      | 1-0                                 | Sint-Truiden VV                                                | Jorgacevic Hoefkens, Donk, Almebäck, Høgli Odjidja (90+3' Van Acker), Zimling, Vázquez Dirar, Vleminckx (83' Akpala), Meunier (71' Refaelov) | 40' Høgli 61' Vázquez                                       |
| 11 december 2011 18:00 Jan Breydelstadion Brugge              | 57' Vleminckx                                                    | 1-0                                 |                                                                | Jorgacevic Hoefkens, Donk, Almebäck, Høgli Odjidja (90+3' Van Acker), Zimling, Vázquez Dirar, Vleminckx (83' Akpala), Meunier (71' Refaelov) | 40' Høgli 61' Vázquez                                       |
| 18 december 2011 18:00 Den Dreef Leuven                       | Oud-Heverlee Leuven                                              | 3-1                                 | Club Brugge                                                    | Jorgacevic Hoefkens, Donk, Almebäck, Høgli Odjidja, Zimling (86' Lestienne), Vázquez Dirar, Vleminckx (46' Akpala), Refaelov (46' Meunier) | 13' Høgli 34' Jorgacevic 45+1' Odjidja 60' Zimling 89' Donk |
| 18 december 2011 18:00 Den Dreef Leuven                       | 52' Ruytinx 72' Boi 90' Boi                                      | 1-0 1-1 2-1 3-1                     | 54' Akpala                                                     | Jorgacevic Hoefkens, Donk, Almebäck, Høgli Odjidja, Zimling (86' Lestienne), Vázquez Dirar, Vleminckx (46' Akpala), Refaelov (46' Meunier) | 13' Høgli 34' Jorgacevic 45+1' Odjidja 60' Zimling 89' Donk |
| 26 december 2011 15:00 Jan Breydelstadion Brugge              | Club Brugge                                                      | 1-0                                 | SV Zulte Waregem                                               | Jorgacevic Høgli (46' Camozzato), Hoefkens, Almebäck, De Jonghe Dirar, Van Acker, Vázquez, Refaelov (90+3' Lestienne) Akpala (79' Meunier), Vleminckx |                                                             |
| 26 december 2011 15:00 Jan Breydelstadion Brugge              | 45+2' Vleminckx                                                  | 1-0                                 |                                                                | Jorgacevic Høgli (46' Camozzato), Hoefkens, Almebäck, De Jonghe Dirar, Van Acker, Vázquez, Refaelov (90+3' Lestienne) Akpala (79' Meunier), Vleminckx |                                                             |
| 15 januari 2012 14:30 Constant Vanden Stockstadion Anderlecht | RSC Anderlecht                                                   | 3-0                                 | Club Brugge                                                    | Jorgacevic Hoefkens, Donk, Almebäck, Stenman Odjidja (84' Van Acker), Zimling, Vázquez (60' Akpala) Dirar, Vleminckx, Meunier (60' Lestienne) |                                                             |
| 15 januari 2012 14:30 Constant Vanden Stockstadion Anderlecht | 3' Mbokani 24' Jovanovic 65' Suarez                              | 1-0 2-0 3-0                         |                                                                | Jorgacevic Hoefkens, Donk, Almebäck, Stenman Odjidja (84' Van Acker), Zimling, Vázquez (60' Akpala) Dirar, Vleminckx, Meunier (60' Lestienne) |                                                             |
| 21 januari 2012 20:00 Jan Breydelstadion Mechelen             | Club Brugge                                                      | 0-1                                 | KV Mechelen                                                    | Jorgacevic Hoefkens, Donk, Almebäck, Stenman Van Acker (46' Meunier), Zimling, Vázquez (88' Akpala) Dirar, Vleminckx, Refaelov (69' Bacca) | 47' Zimling 63' Donk                                        |
| 21 januari 2012 20:00 Jan Breydelstadion Mechelen             |                                                                  | 0-1                                 | 9' Cordaro                                                     | Jorgacevic Hoefkens, Donk, Almebäck, Stenman Van Acker (46' Meunier), Zimling, Vázquez (88' Akpala) Dirar, Vleminckx, Refaelov (69' Bacca) | 47' Zimling 63' Donk                                        |
| 25 januari 2012 20:30 Jan Breydelstadion Brugge               | Club Brugge                                                      | 3-0                                 | Sporting Lokeren                                               | Jorgacevic Hoefkens, Donk, Figueras, Stenman Van Acker, Zimling, Vázquez Dirar (90+3' Høgli), Akpala (89' Vleminckx), Refaelov (87' De Jonghe) |                                                             |
| 25 januari 2012 20:30 Jan Breydelstadion Brugge               | 19' Refaelov 63' Vázquez 77' Akpala                              | 1-0 2-0 3-0                         |                                                                | Jorgacevic Hoefkens, Donk, Figueras, Stenman Van Acker, Zimling, Vázquez Dirar (90+3' Høgli), Akpala (89' Vleminckx), Refaelov (87' De Jonghe) |                                                             |
| 29 januari 2012 20:30 Stade Charles Tondreau Bergen           | RAEC Mons                                                        | 0-2                                 | Club Brugge                                                    | Jorgacevic Høgli, Donk, Figueras, Stenman Van Acker, Zimling, Vázquez (68' Meunier) Lestienne (90' Camozzato), Akpala (85' Vleminckx), Refaelov | 52' Vázquez                                                 |
| 29 januari 2012 20:30 Stade Charles Tondreau Bergen           |                                                                  | 0-1 0-2                             | 45+1' Refaelov 57' Akpala                                      | Jorgacevic Høgli, Donk, Figueras, Stenman Van Acker, Zimling, Vázquez (68' Meunier) Lestienne (90' Camozzato), Akpala (85' Vleminckx), Refaelov | 52' Vázquez                                                 |
| 5 februari 2012 18:00 Jan Breydelstadion Brugge               | Club Brugge                                                      | 5-1                                 | Beerschot AC                                                   | Jorgacevic Hoefkens, Donk, Figueras, Stenman Van Acker, Zimling, Refaelov Bakenga (48' Meunier), Akpala (87' Høgli), Lestienne (71' Bacca) | 85' Refaelov                                                |
| 5 februari 2012 18:00 Jan Breydelstadion Brugge               | 5' Akpala 27' Bakenga 28' Lestienne 41' Akpala 61' Lestienne     | 1-0 2-0 3-0 3-1 4-1 5-1             | 35' Nyoni                                                      | Jorgacevic Hoefkens, Donk, Figueras, Stenman Van Acker, Zimling, Refaelov Bakenga (48' Meunier), Akpala (87' Høgli), Lestienne (71' Bacca) | 85' Refaelov                                                |
| 12 februari 2012 18:00 Jules Ottenstadion Gent                | AA Gent                                                          | 1-3                                 | Club Brugge                                                    | Jorgacevic Hoefkens, Donk, Figueras, Stenman Refaelov (90' Lestienne), Van Acker, Zimling, Vázquez Bakenga (46' Meunier), Akpala (85' Vleminckx) | 87' Hoefkens                                                |
| 12 februari 2012 18:00 Jules Ottenstadion Gent                | 88' Jørgensen                                                    | 0-1 0-2 0-3 1-3                     | 16' Figueras 49' Refaelov 60' Akpala                           | Jorgacevic Hoefkens, Donk, Figueras, Stenman Refaelov (90' Lestienne), Van Acker, Zimling, Vázquez Bakenga (46' Meunier), Akpala (85' Vleminckx) | 87' Hoefkens                                                |
| 19 februari 2012 18:00 Jan Breydelstadion Brugge              | Club Brugge                                                      | 2-1                                 | KV Kortrijk                                                    | Jorgacevic Hoefkens, Donk, Figueras, Stenman (44' Høgli) Refaelov, Zimling, Vázquez Bakenga (87' Meunier), Akpala, Lestienne (67' Van Acker) |                                                             |
| 19 februari 2012 18:00 Jan Breydelstadion Brugge              | 25' Donk 33' Akpala                                              | 1-0 2-0 2-1                         | 49' Joseph-Monrose                                             | Jorgacevic Hoefkens, Donk, Figueras, Stenman (44' Høgli) Refaelov, Zimling, Vázquez Bakenga (87' Meunier), Akpala, Lestienne (67' Van Acker) |                                                             |
| 26 februari 2012 18:00 Cristal Arena Genk                     | KRC Genk                                                         | 3-0                                 | Club Brugge                                                    | Jorgacevic Hoefkens, Donk, Figueras, Høgli Van Acker, Zimling (70' Zimling), Vázquez Refaelov (70' Lestienne) (82' De Jonghe), Akpala, Meunier Dit is vanuit een historisch oogpunt de laatste keer dat Club Brugge met shirtsponsor Dexia aan een wedstrijd begon. Dexia België heette voortaan Belfius. Een week later, thuis tegen Standard, stond Belfius voor het eerst op de truitjes. Waar Dexia in het goud gedrukt werd naar aanleiding van de 120ste verjaardag van de club, werd Belfius dat niet ; de bedrukking was wit. Club Brugge speelde niet in blauw-zwart, maar in geel alternatief tenue. | 69' Van Acker                                               |
| 26 februari 2012 18:00 Cristal Arena Genk                     | 57' Benteke 66' Benteke 74' Vossen                               | 1-0 2-0 3-0                         |                                                                | Jorgacevic Hoefkens, Donk, Figueras, Høgli Van Acker, Zimling (70' Zimling), Vázquez Refaelov (70' Lestienne) (82' De Jonghe), Akpala, Meunier Dit is vanuit een historisch oogpunt de laatste keer dat Club Brugge met shirtsponsor Dexia aan een wedstrijd begon. Dexia België heette voortaan Belfius. Een week later, thuis tegen Standard, stond Belfius voor het eerst op de truitjes. Waar Dexia in het goud gedrukt werd naar aanleiding van de 120ste verjaardag van de club, werd Belfius dat niet ; de bedrukking was wit. Club Brugge speelde niet in blauw-zwart, maar in geel alternatief tenue. | 69' Van Acker                                               |
| 4 maart 2012 14:30 Jan Breydelstadion Brugge                  | Club Brugge                                                      | 1-0                                 | Standard Luik                                                  | Jorgacevic Donk (50' Høgli), Figueras, Almebäck Hoefkens, Zimling, Vázquez, De Jonghe (83' Camozzato) Refaelov, Akpala (88' Bakenga), Meunier | 71' Jorgacevic 79' Vázquez                                  |
| 4 maart 2012 14:30 Jan Breydelstadion Brugge                  | 12' Refaelov                                                     | 1-0                                 |                                                                | Jorgacevic Donk (50' Høgli), Figueras, Almebäck Hoefkens, Zimling, Vázquez, De Jonghe (83' Camozzato) Refaelov, Akpala (88' Bakenga), Meunier | 71' Jorgacevic 79' Vázquez                                  |
| 18 maart 2012 14:30 Jan Breydelstadion Brugge                 | Cercle Brugge                                                    | 1-2                                 | Club Brugge                                                    | Jorgacevic Hoefkens, Donk, Figueras, Høgli (74' De Jonghe) Blondel (85' Almebäck), Zimling, Vázquez Refaelov, Akpala, Meunier (64' Bakenga) | 28' Høgli 69' Vázquez 82' Hoefkens 90' Donk                 |
| 18 maart 2012 14:30 Jan Breydelstadion Brugge                 | 27' Van Eenoo                                                    | 1-0 1-1 1-2                         | 39' Akpala 52' Akpala                                          | Jorgacevic Hoefkens, Donk, Figueras, Høgli (74' De Jonghe) Blondel (85' Almebäck), Zimling, Vázquez Refaelov, Akpala, Meunier (64' Bakenga) | 28' Høgli 69' Vázquez 82' Hoefkens 90' Donk                 |
| 21 maart 2012 20:30 Jan Breydelstadion Brugge                 | Club Brugge                                                      | 1-0                                 | Lierse SK                                                      | Jorgacevic Camozzato, Donk, Figueras, Høgli Refaelov, Blondel, Zimling, Meunier (69' Odjidja) Akpala, Vleminckx (69' Bakenga) |                                                             |
| 21 maart 2012 20:30 Jan Breydelstadion Brugge                 | 47' Akpala                                                       | 1-0                                 |                                                                | Jorgacevic Camozzato, Donk, Figueras, Høgli Refaelov, Blondel, Zimling, Meunier (69' Odjidja) Akpala, Vleminckx (69' Bakenga) |                                                             |
| Play-off I                                                    |                                                                  |                                     |                                                                | |                                                             |
| 30 maart 2012 20:35 Jan Breydelstadion Brugge                 | Club Brugge                                                      | 2-0                                 | KRC Genk                                                       | Jorgacevic Figueras, Donk, Almebäck Hoefkens (78' Camozzato), Blondel, Vázquez, Høgli Refaelov (87' Vleminckx), Akpala, Meunier (65' Odjidja) | 26' Hoefkens 64' Blondel                                    |
| 30 maart 2012 20:35 Jan Breydelstadion Brugge                 | 22' Vázquez 61' Akpala                                           | 1-0 2-0                             |                                                                | Jorgacevic Figueras, Donk, Almebäck Hoefkens (78' Camozzato), Blondel, Vázquez, Høgli Refaelov (87' Vleminckx), Akpala, Meunier (65' Odjidja) | 26' Hoefkens 64' Blondel                                    |
| 8 april 2012 18:00 Guldensporenstadion Kortrijk               | KV Kortrijk                                                      | 3-1                                 | Club Brugge                                                    | Jorgacevic Hoefkens, Donk, Figueras, Almebäck Vázquez, Odjidja, Blondel (58' Vleminckx) Refaelov, Akpala, Meunier (58' Bacca) | 43' Donk 84' Vleminckx                                      |
| 8 april 2012 18:00 Guldensporenstadion Kortrijk               | 6' Nfor 41' Chavarría 90' Chavarría                              | 1-0 2-0 2-1 3-1                     | 78' Vázquez                                                    | Jorgacevic Hoefkens, Donk, Figueras, Almebäck Vázquez, Odjidja, Blondel (58' Vleminckx) Refaelov, Akpala, Meunier (58' Bacca) | 43' Donk 84' Vleminckx                                      |
| 12 april 2012 20:30 Stade Maurice Dufrasne Luik               | Standard Luik                                                    | 1-1                                 | Club Brugge                                                    | Jorgacevic Hoefkens, Figueras, Almebäck, Høgli Vázquez, Odjidja, Blondel (74' Donk) Refaelov, Akpala, Meunier (70' Bacca) | 7' Blondel 66' Figueras 69' Vázquez                         |
| 12 april 2012 20:30 Stade Maurice Dufrasne Luik               | 67' Tchité                                                       | 1-0 1-1                             | 90+3' Donk                                                     | Jorgacevic Hoefkens, Figueras, Almebäck, Høgli Vázquez, Odjidja, Blondel (74' Donk) Refaelov, Akpala, Meunier (70' Bacca) | 7' Blondel 66' Figueras 69' Vázquez                         |
| 15 april 2012 18:00 Jan Breydelstadion Brugge                 | Club Brugge                                                      | 1-0                                 | AA Gent                                                        | Jorgacevic Hoefkens, Donk, Figueras, Høgli Vázquez, Odjidja (56' Van Acker), Blondel Refaelov (24' Bacca), Akpala, Meunier | 40' Blondel 90' Hoefkens                                    |
| 15 april 2012 18:00 Jan Breydelstadion Brugge                 | 42' Bacca                                                        | 1-0                                 |                                                                | Jorgacevic Hoefkens, Donk, Figueras, Høgli Vázquez, Odjidja (56' Van Acker), Blondel Refaelov (24' Bacca), Akpala, Meunier | 40' Blondel 90' Hoefkens                                    |
| 22 april 2012 18:00 Jan Breydelstadion Brugge                 | Club Brugge                                                      | 0-1                                 | RSC Anderlecht                                                 | Jorgacevic Hoefkens, Donk, Figueras, Høgli (58' Odjidja) Vázquez, Zimling, Blondel Bacca (71' Vleminckx), Akpala, Meunier (71' Lestienne) |                                                             |
| 22 april 2012 18:00 Jan Breydelstadion Brugge                 |                                                                  | 0-1                                 | 16' Mbokani                                                    | Jorgacevic Hoefkens, Donk, Figueras, Høgli (58' Odjidja) Vázquez, Zimling, Blondel Bacca (71' Vleminckx), Akpala, Meunier (71' Lestienne) |                                                             |
| 28 april 2012 18:00 Jules Ottenstadion Gent                   | AA Gent                                                          | 2-1                                 | Club Brugge                                                    | Jorgacevic Hoefkens, Figueras, Almebäck (60' Lestienne), Høgli Zimling, Donk, Vázquez (46' Odjidja), Blondel Bacca (80' Vleminckx), Akpala | 61' Hoefkens 68' Odjidja 70' Jorgacevic 78' Blondel         |
| 28 april 2012 18:00 Jules Ottenstadion Gent                   | 23' Coulibaly 62' Thijs                                          | 0-1 1-1 2-1                         | 8' Hoefkens                                                    | Jorgacevic Hoefkens, Figueras, Almebäck (60' Lestienne), Høgli Zimling, Donk, Vázquez (46' Odjidja), Blondel Bacca (80' Vleminckx), Akpala | 61' Hoefkens 68' Odjidja 70' Jorgacevic 78' Blondel         |
| 1 mei 2012 14:30 Jan Breydelstadion Brugge                    | Club Brugge                                                      | 2-0                                 | Standard Luik                                                  | Jorgacevic Hoefkens, Donk, Figueras, Høgli Vázquez (64' Lestienne), Zimling, Blondel Refaelov (70' Van Acker), Akpala (88' Bacca), Meunier | 42' Figueras 53' Refaelov 82' Høgli                         |
| 1 mei 2012 14:30 Jan Breydelstadion Brugge                    | 7' Vázquez 73' Zimling                                           | 1-0 2-0                             |                                                                | Jorgacevic Hoefkens, Donk, Figueras, Høgli Vázquez (64' Lestienne), Zimling, Blondel Refaelov (70' Van Acker), Akpala (88' Bacca), Meunier | 42' Figueras 53' Refaelov 82' Høgli                         |
| 6 mei 2012 14:30 Constant Vanden Stockstadion Anderlecht      | RSC Anderlecht                                                   | 1-1                                 | Club Brugge                                                    | Jorgacevic Camozzato, Donk, Almebäck, Figueras Odjidja (88' Akpala), Zimling, Blondel (46' Van Acker) Meunier, Bacca, Lestienne (90+2' Vleminckx) | 24' Zimling 88' Jorgacevic 90+3' Vleminckx                  |
| 6 mei 2012 14:30 Constant Vanden Stockstadion Anderlecht      | 90+3' Gillet                                                     | 1-1                                 | 72' Lestienne                                                  | Jorgacevic Camozzato, Donk, Almebäck, Figueras Odjidja (88' Akpala), Zimling, Blondel (46' Van Acker) Meunier, Bacca, Lestienne (90+2' Vleminckx) | 24' Zimling 88' Jorgacevic 90+3' Vleminckx                  |
| 10 mei 2012 20:30 Cristal Arena Genk                          | KRC Genk                                                         | 1-2                                 | Club Brugge                                                    | Jorgacevic Hoefkens (90+2' Camozzato), Donk, Almebäck, Figueras, Høgli Vázquez (65' Refaelov)(90' Meunier), Odjidja, Zimling, Lestienne Akapala | 86' Zimling 88' Odjidja 90+1' Hoefkens                      |
| 10 mei 2012 20:30 Cristal Arena Genk                          | 24' Vossen                                                       | 1-0 1-1 1-2                         | 45+2' Lestienne 80' Akpala                                     | Jorgacevic Hoefkens (90+2' Camozzato), Donk, Almebäck, Figueras, Høgli Vázquez (65' Refaelov)(90' Meunier), Odjidja, Zimling, Lestienne Akapala | 86' Zimling 88' Odjidja 90+1' Hoefkens                      |
| 13 mei 2012 14:30 Jan Breydelstadion Brugge                   | Club Brugge                                                      | 3-2                                 | KV Kortrijk                                                    | Coosemans Camozzato, Hoefkens (85' Vázquez), Figueras, Høgli Donk, Van Acker, Odjidja, Meunier (36' Bakenga), Bacca, Lestienne (68' Vleminckx) | 53' Donk 82' Van Acker 90+3' Bacca                          |
| 13 mei 2012 14:30 Jan Breydelstadion Brugge                   | 21' Lestienne 50' Bacca 64' Bacca                                | 1-0 2-0 2-1 3-1 3-2                 | 61' Czvitkovics 76' Capon                                      | Coosemans Camozzato, Hoefkens (85' Vázquez), Figueras, Høgli Donk, Van Acker, Odjidja, Meunier (36' Bakenga), Bacca, Lestienne (68' Vleminckx) | 53' Donk 82' Van Acker 90+3' Bacca                          |

### Overzicht
| Speeldag  | 1 | 2 | 3 | 4 | 5 | 6  | 7  | 8  | 9  | 10 | 11 | 12 | 13 | 14 | 15 | 16 | 17 | 18 | 19 | 20 | 21 | 22 | 23 | 24 | 25 | 26 | 27 | 28 | 29 | 30 |  | 1  | 2  | 3  | 4  | 5  | 6  | 7  | 8  | 9  | 10 |
| --------- | - | - | - | - | - | -- | -- | -- | -- | -- | -- | -- | -- | -- | -- | -- | -- | -- | -- | -- | -- | -- | -- | -- | -- | -- | -- | -- | -- | -- |  | -- | -- | -- | -- | -- | -- | -- | -- | -- | -- |
| Resultaat | w | g | w | g | g | w  | w  | w  | g  | w  | v  | v  | v  | w  | w  | w  | w  | v  | w  | v  | v  | w  | w  | w  | w  | w  | v  | w  | w  | w  |  | w  | v  | g  | w  | v  | v  | w  | g  | w  | w  |
| Punten    | 3 | 4 | 7 | 8 | 9 | 12 | 15 | 18 | 19 | 22 | 22 | 22 | 22 | 25 | 28 | 31 | 34 | 34 | 37 | 37 | 37 | 40 | 43 | 46 | 49 | 52 | 52 | 55 | 58 | 61 |  | 34 | 34 | 35 | 38 | 38 | 38 | 41 | 42 | 45 | 48 |
| Positie   | 1 | 1 | 1 | 2 | 4 | 3  | 1  | 1  | 3  | 2  | 3  | 4  | 4  | 4  | 3  | 3  | 2  | 3  | 3  | 3  | 3  | 3  | 3  | 3  | 2  | 2  | 2  | 2  | 2  | 2  |  | 2  | 2  | 2  | 2  | 2  | 2  | 2  | 2  | 2  | 2  |

### Klassement voor de Play-offs
| Pl. | Club                | Wed | W  | V  | G  | +  | –  | Ptn. | Play-off     |
| --- | ------------------- | --- | -- | -- | -- | -- | -- | ---- | ------------ |
| 1   | RSC Anderlecht      | 30  | 20 | 3  | 7  | 61 | 26 | 67   | Play-off I   |
| 2   | Club Brugge         | 30  | 19 | 7  | 4  | 51 | 32 | 61   | Play-off I   |
| 3   | AA Gent             | 30  | 17 | 8  | 5  | 63 | 35 | 56   | Play-off I   |
| 4   | Standard Luik       | 30  | 14 | 7  | 9  | 43 | 33 | 51   | Play-off I   |
| 5   | KRC Genk            | 30  | 13 | 10 | 7  | 60 | 44 | 46   | Play-off I   |
| 6   | KV Kortrijk         | 30  | 13 | 10 | 7  | 39 | 36 | 46   | Play-off I   |
| 7   | Cercle Brugge       | 30  | 13 | 10 | 7  | 36 | 37 | 46   | Play-off II  |
| 8   | KSC Lokeren         | 30  | 11 | 8  | 11 | 48 | 40 | 44   | Play-off II  |
| 9   | KV Mechelen         | 30  | 10 | 13 | 7  | 40 | 50 | 37   | Play-off II  |
| 10  | RAEC Mons           | 30  | 9  | 12 | 9  | 50 | 55 | 36   | Play-off II  |
| 11  | Beerschot AC        | 30  | 9  | 12 | 9  | 45 | 51 | 36   | Play-off II  |
| 12  | Lierse SK           | 30  | 6  | 11 | 13 | 24 | 36 | 31   | Play-off II  |
| 13  | SV Zulte Waregem    | 30  | 6  | 12 | 12 | 32 | 38 | 30   | Play-off II  |
| 14  | Oud-Heverlee Leuven | 30  | 7  | 15 | 8  | 38 | 58 | 29   | Play-off II  |
| 15  | KVC Westerlo        | 30  | 5  | 20 | 5  | 29 | 59 | 20   | Play-off III |
| 16  | Sint-Truidense VV   | 30  | 3  | 17 | 10 | 32 | 61 | 19   | Play-off III |

### Klassement Play-off I
|           | #  | Club           | GS | W | G | V | DV | DT | DS | PTN |
| --------- | -- | -------------- | -- | - | - | - | -- | -- | -- | --- |
| K         | 1. | RSC Anderlecht | 10 | 5 | 3 | 2 | 16 | 8  | +8 | 52  |
| CL        | 2. | Club Brugge    | 10 | 5 | 2 | 3 | 14 | 11 | +3 | 48  |
| EL        | 3. | KRC Genk       | 10 | 6 | 0 | 4 | 19 | 19 | 0  | 41  |
| (barrage) | 4. | AA Gent        | 10 | 4 | 0 | 6 | 16 | 16 | 0  | 40  |
|           | 5. | Standard Luik  | 10 | 2 | 3 | 5 | 10 | 17 | -7 | 35  |
|           | 6. | KV Kortrijk    | 10 | 3 | 2 | 5 | 16 | 20 | -4 | 34  |

#### Uitrustingen reguliere competitie
| WES (thuis) | STVV (uit) | OHL (thuis) | ZWA (uit) | RSCA (thuis) | MEC (uit) | LOK (uit) | BER (thuis) | BEER (uit) | GNT (thuis) |

| KOR (uit) | GNK (thuis) | STA (uit) | CER (thuis) | LIE (uit) | WES (uit) | STVV (thuis) | OHL (uit) | ZWA (thuis) | RSCA (uit) |

| MEC (thuis) | LOK (thuis) | BER (uit) | BEER (thuis) | GNT (uit) | KOR (thuis) | GNK (uit) | STA (thuis) | CER (uit) |  | LIE (thuis) |

#### Uitrustingen Play-offs
| GNK (thuis) | KOR (uit) | STA (uit) | GNT (thuis) | RSCA (thuis) |

| GNT (uit) | STA (thuis) | RSCA (uit) | GNK (uit) | KOR (thuis) |

## UEFA Europa League

### Wedstrijden
| UEFA Europa League                                     |                                              |                             |                                         | |                                                                            |
| Wedstrijddetails                                       | Thuisploeg                                   | Uitslag                     | Uitploeg                                | Opstelling | Kaarten                                                                    |
| Derde voorronde                                        |                                              |                             |                                         | |                                                                            |
| 28 juli 2011 20:30 Jan Breydelstadion Brugge           | Club Brugge                                  | 4-1                         | FK Qarabağ                              | Coosemans Hoefkens, Donk, Almebäck, Stenman Vázquez, Zimling, Odjidja Dirar, Vleminckx, Refaelov (84' Meunier)                                        | 67' Hoefkens                                                               |
| 28 juli 2011 20:30 Jan Breydelstadion Brugge           | 10' Vleminckx 56' Vázquez 71' Donk 83' Dirar | 1-0 2-0 2-1 3-1 4-1         | 62' Aliyev                              | Coosemans Hoefkens, Donk, Almebäck, Stenman Vázquez, Zimling, Odjidja Dirar, Vleminckx, Refaelov (84' Meunier)                                        | 67' Hoefkens                                                               |
| 4 augustus 2011 18:00 Tofikh Bakhramovstadion Bakoe    | FK Qarabağ                                   | 1-0                         | Club Brugge                             | Coosemans Høgli, Donk, Almebäck, Vansteenkiste Van Acker, Odjidja, Vázquez (66' Deschilder) Meunier (44' Lestienne), Vleminckx (63' Akpala), Refaelov | 42' Odjidja                                                                |
| 4 augustus 2011 18:00 Tofikh Bakhramovstadion Bakoe    | 87' Soltanov                                 | 1-0                         |                                         | Coosemans Høgli, Donk, Almebäck, Vansteenkiste Van Acker, Odjidja, Vázquez (66' Deschilder) Meunier (44' Lestienne), Vleminckx (63' Akpala), Refaelov | 42' Odjidja                                                                |
| Play-off                                               |                                              |                             |                                         | |                                                                            |
| 18 augustus 2011 18:30 Boris Paitsjadzestadion Tbilisi | FC Zestafoni                                 | 3-3                         | Club Brugge                             | Coosemans Hoefkens, Donk, Almebäck, Høgli Odjidja (62' Van Acker), Zimling, Vázquez Refaelov (71' Lestienne), Akpala (81' Meunier), Dirar             | 71' Vázquez                                                                |
| 18 augustus 2011 18:30 Boris Paitsjadzestadion Tbilisi | 60' Gelashvili 64' Dvali 85' Gelashvili      | 0-1 0-2 1-2 2-2 2-3 3-3     | 28' Akpala 32' Refaelov 74' Hoefkens    | Coosemans Hoefkens, Donk, Almebäck, Høgli Odjidja (62' Van Acker), Zimling, Vázquez Refaelov (71' Lestienne), Akpala (81' Meunier), Dirar             | 71' Vázquez                                                                |
| 25 augustus 2011 20:30 Jan Breydelstadion Brugge       | Club Brugge                                  | 2-0                         | FC Zestafoni                            | Coosemans Hoefkens, Donk, Almebäck, Høgli Odjidja (79' Van Acker), Zimling, Vázquez (66' Blondel) Refaelov, Akpala (72' Meunier), Dirar               | 22' Vázquez                                                                |
| 25 augustus 2011 20:30 Jan Breydelstadion Brugge       | 8' Akpala 27' Akpala                         | 1-0 2-0                     |                                         | Coosemans Hoefkens, Donk, Almebäck, Høgli Odjidja (79' Van Acker), Zimling, Vázquez (66' Blondel) Refaelov, Akpala (72' Meunier), Dirar               | 22' Vázquez                                                                |
| Groepsfase                                             |                                              |                             |                                         | |                                                                            |
| 15 september 2011 21:05 Jan Breydelstadion Brugge      | Club Brugge                                  | 2-0                         | NK Maribor                              | Coosemans Hoefkens, Donk, Almebäck, Høgli (90+2' Lestienne) Odjidja, Zimling, Vázquez (72' Blondel) Dirar, Akpala, Refaelov (74' Meunier)             | 77' Blondel 84' Zimling                                                    |
| 15 september 2011 21:05 Jan Breydelstadion Brugge      | 8' Odjidja 25' Dirar                         | 1-0 2-0                     |                                         | Coosemans Hoefkens, Donk, Almebäck, Høgli (90+2' Lestienne) Odjidja, Zimling, Vázquez (72' Blondel) Dirar, Akpala, Refaelov (74' Meunier)             | 77' Blondel 84' Zimling                                                    |
| 29 september 2011 18:00 Estádio Municipal Braga        | Sporting Braga                               | 1-2                         | Club Brugge                             | Coosemans Hoefkens, Donk, Almebäck, Høgli Odjidja, Zimling, Vázquez Meunier (90' Blondel), Vleminckx (33' Akpala), Refaelov (76' De Jonghe)           |                                                                            |
| 29 september 2011 18:00 Estádio Municipal Braga        | 54' Barbosa                                  | 1-0 1-1 1-2                 | 72' Akpala 90+2' Donk                   | Coosemans Hoefkens, Donk, Almebäck, Høgli Odjidja, Zimling, Vázquez Meunier (90' Blondel), Vleminckx (33' Akpala), Refaelov (76' De Jonghe)           |                                                                            |
| 20 oktober 2011 19:00 Jan Breydelstadion Brugge        | Club Brugge                                  | 1-2                         | Birmingham City                         | Coosemans Høgli, Donk, Almebäck, Vansteenkiste (62' De Jonghe) Odjidja, Zimling, Blondel (82' Deschilder) Dirar, Akpala, Refaelov (64' Meunier)       | 31' Blondel 67' Zimling                                                    |
| 20 oktober 2011 19:00 Jan Breydelstadion Brugge        | 4' Akpala                                    | 1-0 1-1 1-2                 | 27' Murphy 90+10' Wood                  | Coosemans Høgli, Donk, Almebäck, Vansteenkiste (62' De Jonghe) Odjidja, Zimling, Blondel (82' Deschilder) Dirar, Akpala, Refaelov (64' Meunier)       | 31' Blondel 67' Zimling                                                    |
| 3 november 2011 21:05 St. Andrews Stadium Birmingham   | Birmingham City                              | 2-2                         | Club Brugge                             | Kujovic Van Acker (86' Almebäck), Donk, Van Gijseghem, Vansteenkiste Odjidja, Zimling, Vázquez (82' Refaelov) Dirar, Akpala (77' Vleminckx), Meunier  | 24' Akpala 64' Kujovic 65' Donk 90+4' Vleminckx                            |
| 3 november 2011 21:05 St. Andrews Stadium Birmingham   | 56' Beausejour 75' King                      | 0-1 0-2 1-2 2-2             | 40' Meunier 45' Akpala                  | Kujovic Van Acker (86' Almebäck), Donk, Van Gijseghem, Vansteenkiste Odjidja, Zimling, Vázquez (82' Refaelov) Dirar, Akpala (77' Vleminckx), Meunier  | 24' Akpala 64' Kujovic 65' Donk 90+4' Vleminckx                            |
| 30 november 2011 19:00 Ljudski vrt Maribor             | NK Maribor                                   | 3-4                         | Club Brugge                             | Kujovic Hoefkens, Donk, Almebäck, De Jonghe Odjidja (75' Vázquez), Zimling, Refaelov (60' Akpala) Dirar, Vleminckx, Meunier                           | 36' Refaelov 43' De Jonghe 45+2' Donk                                      |
| 30 november 2011 19:00 Ljudski vrt Maribor             | 11' Volas 50' Donk (own) 68' Volas           | 1-0 2-0 3-0 3-1 3-2 3-3 3-4 | 74' Dirar 77' Dirar 81' Akpala 90' Donk | Kujovic Hoefkens, Donk, Almebäck, De Jonghe Odjidja (75' Vázquez), Zimling, Refaelov (60' Akpala) Dirar, Vleminckx, Meunier                           | 36' Refaelov 43' De Jonghe 45+2' Donk                                      |
| 15 december 2011 21:05 Jan Breydelstadion Brugge       | Club Brugge                                  | 1-1                         | Sporting Braga                          | Kujovic Hoefkens, Donk, Almebäck, Høgli Odjidja, Zimling, Vázquez Dirar, Vleminckx (89' Akpala), Meunier (46' Refaelov)                               | 23' Odjidja 38' Hoefkens                                                   |
| 15 december 2011 21:05 Jan Breydelstadion Brugge       | 51' Vleminckx                                | 1-0 1-1                     | 66' Ewerton                             | Kujovic Hoefkens, Donk, Almebäck, Høgli Odjidja, Zimling, Vázquez Dirar, Vleminckx (89' Akpala), Meunier (46' Refaelov)                               | 23' Odjidja 38' Hoefkens                                                   |
| 1/16 finale                                            |                                              |                             |                                         | |                                                                            |
| 16 februari 2012 21:05 AWD-Arena Hannover              | Hannover 96                                  | 2-1                         | Club Brugge                             | Kujovic Hoefkens, Donk, Figueras, Stenman Van Acker, Zimling, Vázquez Refaelov, Akpala (87' Vleminckx), Lestienne (75' Meunier)                       | 41' Vázquez 50' Kujovic 60' Stenman 79' Donk 87' Van Acker                 |
| 16 februari 2012 21:05 AWD-Arena Hannover              | 73' Sobiech 79' Schlaudraff                  | 0-1 1-1 2-1                 | 51' Lestienne                           | Kujovic Hoefkens, Donk, Figueras, Stenman Van Acker, Zimling, Vázquez Refaelov, Akpala (87' Vleminckx), Lestienne (75' Meunier)                       | 41' Vázquez 50' Kujovic 60' Stenman 79' Donk 87' Van Acker                 |
| 23 februari 2012 19:00 Jan Breydelstadion Brugge       | Club Brugge                                  | 0-1                         | Hannover 96                             | Kujovic Hoefkens, Almebäck, Figueras, Høgli (63' Vleminckx) Van Acker (63' Lestienne), Zimling, Vázquez Refaelov, Akpala, Meunier                     | 11' Zimling 21' Hoefkens 77' Refaelov 85' Meunier 86' Akpala 87' Vleminckx |
| 23 februari 2012 19:00 Jan Breydelstadion Brugge       |                                              | 0-1                         | 21' Diouf                               | Kujovic Hoefkens, Almebäck, Figueras, Høgli (63' Vleminckx) Van Acker (63' Lestienne), Zimling, Vázquez Refaelov, Akpala, Meunier                     | 11' Zimling 21' Hoefkens 77' Refaelov 85' Meunier 86' Akpala 87' Vleminckx |

### Derde voorronde (heen)
|                                       |                                             |                |            |                                                                               |
| 28 juli 2011 Voorrondes Europa League | Club Brugge                                 | 4 – 1          | FK Qarabağ | Jan Breydelstadion, Brugge Toeschouwers: 22.213 Scheidsrechter: Arnold Hunter |
| 28 juli 2011 Voorrondes Europa League | 9' Vleminckx 56' Vázquez 71' Donk 83' Dirar | Wedstrijdfiche | 61' Alijev | Jan Breydelstadion, Brugge Toeschouwers: 22.213 Scheidsrechter: Arnold Hunter |

| Club Brugge | FK Qarabağ |

| Club Brugge (4–2–3–1): |    |                  |     |
|                        |    |                  |     |
| GK                     | 1  | Colin Coosemans  |     |
| RB                     | 4  | Carl Hoefkens    | 66' |
| CB                     | 3  | Michael Almebäck |     |
| CB                     | 18 | Ryan Donk        |     |
| LB                     | 5  | Fredrik Stenman  |     |
| CM                     | 6  | Niki Zimling     |     |
| CM                     | 32 | Vadis Odjidja    |     |
| RM                     | 8  | Lior Refaelov    | 85' |
| AM                     | 13 | Víctor Vázquez   |     |
| LM                     | 10 | Nabil Dirar      |     |
| CF                     | 9  | Björn Vleminckx  |     |
| Wisselspelers:         |    |                  |     |
|                        |    |                  |     |
| FW                     | 19 | Thomas Meunier   | 85' |
| Coach:                 |    |                  |     |
| Adrie Koster           |    |                  |     |

| FK Qarabağ (4–2–3–1): |    |                 |     |
|                       |    |                 |     |
| GK                    | 99 | Bojan Pavlović  |     |
| RB                    | 5  | Maksim Medvedev | 87' |
| CB                    | 24 | Admir Teli      |     |
| CB                    | 2  | Gara Garajev    | 81' |
| LB                    | 25 | Ansi Agolli     | 48' |
| CM                    | 7  | Namiq Yusifov   |     |
| CM                    | 14 | Rashad Sadiqov  |     |
| RM                    | 11 | Rauf Alijev     |     |
| AM                    | 22 | Afran Ismajilov |     |
| LM                    | 17 | Vüqar Nadirov   | 13' |
| CF                    | 77 | Giorgi Adamia   |     |
| Wisselspelers:        |    |                 |     |
|                       |    |                 |     |
| DF                    | 18 | Ilgar Goerbanov | 13' |
| DF                    | 4  | Zaur Gasjimov   | 81' |
| MF                    | 20 | Nderim Nedzipi  | 87' |
| Coach:                |    |                 |     |
| Goerban Goerbanov     |    |                 |     |

### Derde voorronde (terug)
|                                               |              |                |             |                                                                                 |
| 4 augustus 2011 Voorrondes UEFA Europa League | FK Qarabağ   | 1 – 0          | Club Brugge | Tofikh Bakhramovstadion, Bakoe Toeschouwers: 8.826 Scheidsrechter: Sascha Kever |
| 4 augustus 2011 Voorrondes UEFA Europa League | 87' Soltanov | Wedstrijdfiche |             | Tofikh Bakhramovstadion, Bakoe Toeschouwers: 8.826 Scheidsrechter: Sascha Kever |

| FK Qarabağ | Club Brugge |

| FK Qarabağ (4–3–3): |    |                       |     |
|                     |    |                       |     |
| GK                  | 99 | Bojan Pavlović        |     |
| RB                  | 5  | Maksim Medvedev       | 48' |
| CB                  | 24 | Admir Teli            |     |
| CB                  | 2  | Gara Garajev          |     |
| LB                  | 25 | Ansi Agolli           |     |
| DM                  | 6  | Rashad Sadiqov (1982) | 76' |
| CM                  | 7  | Namiq Yusifov         | 45' |
| CM                  | 14 | Rashad Sadiqov (1983) |     |
| RW                  | 11 | Rauf Alijev           |     |
| CF                  | 77 | Giorgi Adamia         | 82' |
| LW                  | 22 | Afran Ismajilov       |     |
| Wisselspelers:      |    |                       |     |
|                     |    |                       |     |
| MF                  | 20 | Nderim Nedzipi        | 76' |
| FW                  | 27 | Bachtijar Soltanov    | 82' |
| Coach:              |    |                       |     |
| Goerban Goerbanov   |    |                       |     |

| Club Brugge (4–2–3–1): |    |                      |     |
|                        |    |                      |     |
| GK                     | 1  | Colin Coosemans      |     |
| RB                     | 2  | Tom Høgli            |     |
| CB                     | 4  | Michael Almebäck     |     |
| CB                     | 18 | Ryan Donk            |     |
| LB                     | 28 | Jannes Vansteenkiste |     |
| CM                     | 32 | Vadis Odjidja        | 42' |
| CM                     | 20 | Thibaut Van Acker    |     |
| RM                     | 19 | Thomas Meunier       | 44' |
| AM                     | 13 | Víctor Vázquez       | 65' |
| LM                     | 8  | Lior Refaelov        |     |
| CF                     | 9  | Björn Vleminckx      | 62' |
| Wisselspelers:         |    |                      |     |
|                        |    |                      |     |
| FW                     | 16 | Maxime Lestienne     | 44' |
| FW                     | 15 | Joseph Akpala        | 62' |
| MF                     | 26 | Fries Deschilder     | 65' |
| Coach:                 |    |                      |     |
| Adrie Koster           |    |                      |     |

### Play-offs (heen)
|                                          |                               |                |                                      |                                                                                      |
| 18 augustus 2011 Play-offs Europa League | FC Zestafoni                  | 3 – 3          | Club Brugge                          | David Abasjidzestadion, Zestafoni Toeschouwers: 7.682 Scheidsrechter: Harald Lechner |
| 18 augustus 2011 Play-offs Europa League | 59', 84' Gelashvili 64' Dvali | Wedstrijdfiche | 27' Akpala 30' Refaelov 73' Hoefkens | David Abasjidzestadion, Zestafoni Toeschouwers: 7.682 Scheidsrechter: Harald Lechner |

| FC Zestafoni | Club Brugge |

| FC Zestafoni (4–4–2 ruit): |    |                         |         |
|                            |    |                         |         |
| GK                         | 89 | Roin Kvaschvadze        |         |
| RB                         | 2  | Temoer Gongadze         | 57'     |
| CB                         | 32 | Edik Sajaia             |         |
| CB                         | 5  | Mamoeka Kobachidze      | 29'     |
| LB                         | 20 | Zaal Eliava             |         |
| DM                         | 10 | Irakli Dzaria           | 80'     |
| CM                         | 13 | Shota Grigalashvili     |         |
| CM                         | 17 | Tornike Gorgiashvili    |         |
| AM                         | 55 | Tornike Aptsiauri       |         |
| RF                         | 9  | Nikoloz Gelashvili      |         |
| LF                         | 11 | Jaba Dvali              | 30' 74' |
| Wisselspelers:             |    |                         |         |
|                            |    |                         |         |
| MF                         | 7  | Aleksi Benashvili       | 57' 90' |
| FW                         | 37 | Rati Tsinamdzgvrishvili | 74'     |
| MF                         | 27 | Shota Baboenashvili     | 80'     |
| Coach:                     |    |                         |         |
| Giorgi Chiabrishvili       |    |                         |         |

| Club Brugge (4–2–3–1): |    |                   |     |
|                        |    |                   |     |
| GK                     | 1  | Colin Coosemans   |     |
| RB                     | 4  | Carl Hoefkens     |     |
| CB                     | 3  | Michael Almebäck  |     |
| CB                     | 18 | Ryan Donk         |     |
| LB                     | 2  | Tom Høgli         |     |
| CM                     | 32 | Vadis Odjidja     | 60' |
| CM                     | 6  | Niki Zimling      |     |
| RM                     | 8  | Lior Refaelov     | 69' |
| AM                     | 13 | Víctor Vázquez    | 69' |
| LM                     | 10 | Nabil Dirar       |     |
| CF                     | 15 | Joseph Akpala     | 80' |
| Wisselspelers:         |    |                   |     |
|                        |    |                   |     |
| MF                     | 20 | Thibaut Van Acker | 60' |
| FW                     | 16 | Maxime Lestienne  | 69' |
| FW                     | 19 | Thomas Meunier    | 80' |
| Coach:                 |    |                   |     |
| Adrie Koster           |    |                   |     |

### Play-offs (terug)
|                                               |                |                |              |                                                                             |
| 25 augustus 2011 Play-offs UEFA Europa League | Club Brugge    | 2 – 0          | FC Zestafoni | Jan Breydelstadion, Brugge Toeschouwers: 23.725 Scheidsrechter: Tony Asumaa |
| 25 augustus 2011 Play-offs UEFA Europa League | 7', 27' Akpala | Wedstrijdfiche |              | Jan Breydelstadion, Brugge Toeschouwers: 23.725 Scheidsrechter: Tony Asumaa |

| Club Brugge | FC Zestafoni |

| Club Brugge (4–2–3–1): |    |                   |         |
|                        |    |                   |         |
| GK                     | 1  | Colin Coosemans   |         |
| RB                     | 4  | Carl Hoefkens     |         |
| CB                     | 3  | Michael Almebäck  |         |
| CB                     | 18 | Ryan Donk         |         |
| LB                     | 2  | Tom Høgli         |         |
| CM                     | 32 | Vadis Odjidja     | 78'     |
| CM                     | 6  | Niki Zimling      |         |
| RM                     | 8  | Lior Refaelov     |         |
| AM                     | 13 | Víctor Vázquez    | 21' 65' |
| LM                     | 10 | Nabil Dirar       |         |
| CF                     | 15 | Joseph Akpala     | 71'     |
| Wisselspelers:         |    |                   |         |
|                        |    |                   |         |
| MF                     | 11 | Jonathan Blondel  | 65'     |
| FW                     | 19 | Thomas Meunier    | 71'     |
| MF                     | 20 | Thibaut Van Acker | 78'     |
| Coach:                 |    |                   |         |
| Adrie Koster           |    |                   |         |

| FC Zestafoni (4–4–2 ruit): |    |                         |         |
|                            |    |                         |         |
| GK                         | 89 | Roin Kvaschvadze        |         |
| RB                         | 6  | Kachaber Aladashvili    | 34' 44' |
| CB                         | 4  | Giorgi Oniani           | 23'     |
| CB                         | 5  | Mamoeka Kobachidze      |         |
| LB                         | 20 | Zaal Eliava             |         |
| DM                         | 10 | Irakli Dzaria           | 21' 33' |
| CM                         | 13 | Shota Grigalashvili     |         |
| CM                         | 17 | Tornike Gorgiashvili    |         |
| AM                         | 55 | Tornike Aptsiauri       | 57'     |
| RF                         | 9  | Nikoloz Gelashvili      |         |
| LF                         | 11 | Jaba Dvali              |         |
| Wisselspelers:             |    |                         |         |
|                            |    |                         |         |
| MF                         | 7  | Aleksi Benashvili       | 33'     |
| DF                         | 32 | Edik Sajaia             | 44'     |
| MF                         | 37 | Rati Tsinamdzgvrishvili | 57'     |
| Coach:                     |    |                         |         |
| Giorgi Chiabrishvili       |    |                         |         |

### Groepsfase, groep H
| Datum   | Tijd  | Team            | Score | Team            |
| ------- | ----- | --------------- | ----- | --------------- |
| 15 sep. | 21:05 | Club Brugge     | 2 - 0 | Maribor         |
| 15 sep. | 21:05 | Birmingham City | 1 - 3 | SC Braga        |
| 29 sep. | 19:00 | SC Braga        | 1 - 2 | Club Brugge     |
| 29 sep. | 19:00 | Maribor         | 1 - 2 | Birmingham City |
| 20 okt. | 19:00 | Maribor         | 1 - 1 | SC Braga        |
| 20 okt. | 19:00 | Club Brugge     | 1 - 2 | Birmingham City |
| 3 nov.  | 21:05 | SC Braga        | 5 - 1 | Maribor         |
| 3 nov.  | 21:05 | Birmingham City | 2 - 2 | Club Brugge     |
| 30 nov. | 19:00 | Maribor         | 3 - 4 | Club Brugge     |
| 30 nov. | 19:00 | SC Braga        | 1 - 0 | Birmingham City |
| 15 dec. | 21:05 | Club Brugge     | 1 - 1 | SC Braga        |
| 15 dec. | 21:05 | Birmingham City | 1 - 0 | Maribor         |

| # | Club               | Wedstrijden | Wedstrijden | Wedstrijden | Wedstrijden | Doelpunten | Doelpunten | Doelpunten | Punten |
| - | ------------------ | ----------- | ----------- | ----------- | ----------- | ---------- | ---------- | ---------- | ------ |
| # | Club               | G           | W           | G           | V           | V          | T          | Saldo      | Punten |
| 1 | Club Brugge        | 6           | 3           | 2           | 1           | 12         | 9          | +3         | 11     |
| 2 | SC Braga           | 6           | 3           | 2           | 1           | 12         | 6          | +6         | 11     |
| 3 | Birmingham City FC | 6           | 3           | 1           | 2           | 8          | 8          | 0          | 10     |
| 4 | NK Maribor         | 6           | 0           | 1           | 5           | 6          | 15         | −9         | 1      |

### Groepsfase speeldag 1
|                                                 |                      |                |            |                                                                               |
| 15 september 2011 Groepsfase UEFA Europa League | Club Brugge          | 2 – 0          | NK Maribor | Jan Breydelstadion, Brugge Toeschouwers: 16.688 Scheidsrechter: Fırat Aydınus |
| 15 september 2011 Groepsfase UEFA Europa League | 7' Odjidja 24' Dirar | Wedstrijdfiche |            | Jan Breydelstadion, Brugge Toeschouwers: 16.688 Scheidsrechter: Fırat Aydınus |

| Club Brugge | NK Maribor |

| Club Brugge (4–2–3–1): |    |                  |         |
|                        |    |                  |         |
| GK                     | 1  | Colin Coosemans  |         |
| RB                     | 4  | Carl Hoefkens    |         |
| CB                     | 3  | Michael Almebäck |         |
| CB                     | 18 | Ryan Donk        |         |
| LB                     | 2  | Tom Høgli        | 90'     |
| CM                     | 32 | Vadis Odjidja    |         |
| CM                     | 6  | Niki Zimling     | 83'     |
| RM                     | 8  | Lior Refaelov    | 74'     |
| AM                     | 13 | Víctor Vázquez   | 71'     |
| LM                     | 10 | Nabil Dirar      |         |
| CF                     | 15 | Joseph Akpala    |         |
| Wisselspelers:         |    |                  |         |
|                        |    |                  |         |
| MF                     | 11 | Jonathan Blondel | 71' 76' |
| FW                     | 19 | Thomas Meunier   | 74'     |
| MF                     | 16 | Maxime Lestienne | 90'     |
| Coach:                 |    |                  |         |
| Adrie Koster           |    |                  |         |

| NK Maribor (4–2–3–1): |    |                     |         |
|                       |    |                     |         |
| GK                    | 33 | Jasmin Handanovič   |         |
| RB                    | 7  | Aleš Mejač          | 81'     |
| CB                    | 26 | Aleksander Rajčevič | 10' 85' |
| CB                    | 44 | Arghus              |         |
| LB                    | 28 | Mitja Viler         |         |
| CM                    | 5  | Željko Filipović    | 3'      |
| CM                    | 70 | Aleš Mertelj        | 75'     |
| RM                    | 8  | Dejan Mezga         |         |
| AM                    | 9  | Marcos Tavares      |         |
| LM                    | 10 | Agim Ibraimi        | 65' 66' |
| CF                    | 17 | Dalibor Volaš       |         |
| Wisselspelers:        |    |                     |         |
|                       |    |                     |         |
| FW                    | 32 | Robert Berić        | 66'     |
| MF                    | 20 | Goran Cvijanović    | 75'     |
| DF                    | 6  | Martin Milec        | 81'     |
| Coach:                |    |                     |         |
| Darko Milanič         |    |                     |         |

### Groepsfase speeldag 2
|                                                 |                    |                |                     |                                                                                       |
| 29 september 2011 Groepsfase UEFA Europa League | SC Braga           | 1 – 2          | Club Brugge         | Estádio Municipal de Braga, Braga Toeschouwers: 12.000 Scheidsrechter: Tommy Skjerven |
| 29 september 2011 Groepsfase UEFA Europa League | 54' Hélder Barbosa | Wedstrijdfiche | 71' Akpala 90' Donk | Estádio Municipal de Braga, Braga Toeschouwers: 12.000 Scheidsrechter: Tommy Skjerven |

| SC Braga | Club Brugge |

| SC Braga (4–3–3): |    |                    |     |
|                   |    |                    |     |
| GK                | 1  | Quim               |     |
| RB                | 15 | Baiano             |     |
| CB                | 26 | Paulo Vinícius     |     |
| CB                | 5  | Ewerton            |     |
| LB                | 20 | Elderson Echiéjilé |     |
| DM                | 22 | Djamal Mahamat     | 83' |
| CM                | 45 | Hugo Viana         |     |
| CM                | 8  | Márcio Mossoró     | 64' |
| RW                | 30 | Alan               |     |
| CF                | 18 | Lima               |     |
| LW                | 10 | Hélder Barbosa     | 75' |
| Wisselspelers:    |    |                    |     |
|                   |    |                    |     |
| DF                | 25 | Leandro Salino     | 64' |
| FW                | 21 | Nuno Gomes         | 75' |
| FW                | 83 | Carlão             | 83' |
| Coach:            |    |                    |     |
| Leonardo Jardim   |    |                    |     |

| Club Brugge (4–2–3–1): |    |                  |         |
|                        |    |                  |         |
| GK                     | 1  | Colin Coosemans  |         |
| RB                     | 4  | Carl Hoefkens    |         |
| CB                     | 3  | Michael Almebäck |         |
| CB                     | 18 | Ryan Donk        |         |
| LB                     | 2  | Tom Høgli        |         |
| CM                     | 32 | Vadis Odjidja    |         |
| CM                     | 6  | Niki Zimling     |         |
| RM                     | 19 | Thomas Meunier   | 89'     |
| AM                     | 13 | Víctor Vázquez   |         |
| LM                     | 8  | Lior Refaelov    | 62' 75' |
| CF                     | 9  | Björn Vleminckx  | 32'     |
| Wisselspelers:         |    |                  |         |
|                        |    |                  |         |
| FW                     | 15 | Joseph Akpala    | 32'     |
| DF                     | 27 | Jimmy De Jonghe  | 75'     |
| MF                     | 11 | Jonathan Blondel | 89'     |
| Coach:                 |    |                  |         |
| Adrie Koster           |    |                  |         |

### Groepsfase speeldag 3
|                                               |             |                |                     |                                                                                |
| 20 oktober 2011 Groepsfase UEFA Europa League | Club Brugge | 1 – 2          | Birmingham City     | Jan Breydelstadion, Brugge Toeschouwers: 25.000 Scheidsrechter: Daniele Orsato |
| 20 oktober 2011 Groepsfase UEFA Europa League | 4' Akpala   | Wedstrijdfiche | 73' Murphy 90' Wood | Jan Breydelstadion, Brugge Toeschouwers: 25.000 Scheidsrechter: Daniele Orsato |

| Club Brugge | Birmingham City |

| Club Brugge (4–2–3–1): |    |                      |         |
|                        |    |                      |         |
| GK                     | 1  | Colin Coosemans      |         |
| RB                     | 2  | Tom Høgli            |         |
| CB                     | 3  | Michael Almebäck     |         |
| CB                     | 18 | Ryan Donk            |         |
| LB                     | 28 | Jannes Vansteenkiste | 60'     |
| CM                     | 6  | Niki Zimling         | 68'     |
| CM                     | 11 | Jonathan Blondel     | 31' 82' |
| RM                     | 8  | Lior Refaelov        | 63'     |
| AM                     | 32 | Vadis Odjidja        |         |
| LM                     | 10 | Nabil Dirar          |         |
| CF                     | 15 | Joseph Akpala        |         |
| Wisselspelers:         |    |                      |         |
|                        |    |                      |         |
| DF                     | 27 | Jimmy De Jonghe      | 60'     |
| FW                     | 19 | Thomas Meunier       | 63'     |
| MF                     | 26 | Fries Deschilder     | 82'     |
| Coach:                 |    |                      |         |
| Adrie Koster           |    |                      |         |

| Birmingham City (4–4–2 eenvoudig): |    |                  |         |
|                                    |    |                  |         |
| GK                                 | 1  | Boaz Myhill      |         |
| RB                                 | 23 | Jonathan Spector | 76'     |
| CB                                 | 4  | Steven Caldwell  |         |
| CB                                 | 5  | Pablo Ibáñez     | 90'     |
| LB                                 | 3  | David Murphy     |         |
| RM                                 | 7  | Chris Burke      |         |
| CM                                 | 18 | Keith Fahey      |         |
| CM                                 | 8  | Guirane N'Daw    |         |
| LM                                 | 15 | Wade Elliott     | 82'     |
| RF                                 | 19 | Nikola Žigić     | 35' 73' |
| LF                                 | 17 | Adam Rooney      | 73'     |
| Wisselspelers:                     |    |                  |         |
|                                    |    |                  |         |
| FW                                 | 9  | Marlon King      | 73'     |
| FW                                 | 39 | Chris Wood       | 73'     |
| DF                                 | 6  | Liam Ridgewell   | 90'     |
| Coach:                             |    |                  |         |
| Chris Hughton                      |    |                  |         |

### Groepsfase speeldag 4
|                                               |                               |                |                        |                                                                            |
| 3 november 2011 Groepsfase UEFA Europa League | Birmingham City               | 2 – 2          | Club Brugge            | St. Andrews, Birmingham Toeschouwers: 26.849 Scheidsrechter: Marcin Borski |
| 3 november 2011 Groepsfase UEFA Europa League | 55' Beausejour 74' (pen) King | Wedstrijdfiche | 39' Meunier 44' Akpala | St. Andrews, Birmingham Toeschouwers: 26.849 Scheidsrechter: Marcin Borski |

| Birmingham City | Club Brugge |

| Birmingham City (4–4–2): |    |                  |         |
|                          |    |                  |         |
| GK                       | 13 | Colin Doyle      |         |
| RB                       | 23 | Jonathan Spector |         |
| CB                       | 4  | Steven Caldwell  |         |
| CB                       | 5  | Pablo Ibáñez     |         |
| LB                       | 3  | David Murphy     |         |
| RM                       | 11 | Jean Beausejour  |         |
| CM                       | 18 | Keith Fahey      |         |
| CM                       | 8  | Guirane N'Daw    | 74'     |
| LM                       | 15 | Wade Elliott     | 66'     |
| RF                       | 19 | Nikola Žigić     | 58' 65' |
| LF                       | 17 | Adam Rooney      | 66'     |
| Wisselspelers:           |    |                  |         |
|                          |    |                  |         |
| FW                       | 9  | Marlon King      | 65'     |
| MF                       | 7  | Chris Burke      | 66'     |
| FW                       | 39 | Chris Wood       | 66'     |
| Coach:                   |    |                  |         |
| Chris Hughton            |    |                  |         |

| Club Brugge (4–2–3–1):      |    |                      |         |
|                             |    |                      |         |
| GK                          | 33 | Vladan Kujović       | 63'     |
| RB                          | 20 | Thibaut Van Acker    | 85'     |
| CB                          | 24 | Daan Van Gijseghem   |         |
| CB                          | 18 | Ryan Donk            | 64'     |
| LB                          | 28 | Jannes Vansteenkiste |         |
| CM                          | 32 | Vadis Odjidja        |         |
| CM                          | 6  | Niki Zimling         |         |
| RM                          | 19 | Thomas Meunier       |         |
| AM                          | 13 | Víctor Vázquez       | 80'     |
| LM                          | 10 | Nabil Dirar          |         |
| CF                          | 15 | Joseph Akpala        | 23' 76' |
| Wisselspelers:              |    |                      |         |
|                             |    |                      |         |
| FW                          | 9  | Björn Vleminckx      | 76' 90' |
| MF                          | 8  | Lior Refaelov        | 80'     |
| DF                          | 3  | Michael Almebäck     | 85'     |
| Coach:                      |    |                      |         |
| Rudi Verkempinck ad interim |    |                      |         |

### Groepsfase speeldag 5 —Mirakel van Maribor[5][6][7]
|                                                |                                |                |                                    |                                                                                |
| 30 november 2011 Groepsfase UEFA Europa League | NK Maribor                     | 3 – 4          | Club Brugge                        | Ljudski vrt-stadion, Maribor Toeschouwers: 9.500 Scheidsrechter: Libor Kovařik |
| 30 november 2011 Groepsfase UEFA Europa League | 11', 68' Volaš 51' (e.d.) Donk | Wedstrijdfiche | 74', 77' Dirar 82' Akpala 90' Donk | Ljudski vrt-stadion, Maribor Toeschouwers: 9.500 Scheidsrechter: Libor Kovařik |

| NK Maribor | Club Brugge |

| NK Maribor (4–2–3–1): |    |                     |         |
|                       |    |                     |         |
| GK                    | 33 | Jasmin Handanovič   |         |
| RB                    | 22 | Nejc Potokar        |         |
| CB                    | 26 | Aleksander Rajčevič |         |
| CB                    | 44 | Arghus              |         |
| LB                    | 24 | Dejan Trajkovski    |         |
| CM                    | 20 | Goran Cvijanovič    | 49'     |
| CM                    | 70 | Aleš Mertelj        | 89'     |
| RM                    | 8  | Dejan Mezga         |         |
| AM                    | 9  | Marcos Tavares      | 45' 87' |
| LM                    | 10 | Agim Ibraimi        | 75'     |
| CF                    | 17 | Dalibor Volaš       |         |
| Wisselspelers:        |    |                     |         |
|                       |    |                     |         |
| DF                    | 31 | Zoran Lesjak        | 75'     |
| FW                    | 11 | Etien Velikonja     | 85'     |
| FW                    | 32 | Robert Berič        | 87'     |
| Coach:                |    |                     |         |
| Darko Milanič         |    |                     |         |

| Club Brugge (4–2–3–1): |    |                  |         |
|                        |    |                  |         |
| GK                     | 33 | Vladan Kujović   |         |
| RB                     | 4  | Carl Hoefkens    |         |
| CB                     | 3  | Michael Almebäck |         |
| CB                     | 18 | Ryan Donk        | 45'     |
| LB                     | 27 | Jimmy De Jonghe  | 42'     |
| CM                     | 32 | Vadis Odjidja    | 74'     |
| CM                     | 6  | Niki Zimling     |         |
| RM                     | 19 | Thomas Meunier   |         |
| AM                     | 8  | Lior Refaelov    | 35' 59' |
| LM                     | 10 | Nabil Dirar      | 90'     |
| CF                     | 9  | Björn Vleminckx  |         |
| Wisselspelers:         |    |                  |         |
|                        |    |                  |         |
| FW                     | 15 | Joseph Akpala    | 59'     |
| MF                     | 13 | Víctor Vázquez   | 74'     |
| Coach:                 |    |                  |         |
| Christoph Daum         |    |                  |         |

### Groepsfase speeldag 6
|                                                |               |                |             |                                                                                    |
| 15 december 2011 Groepsfase UEFA Europa League | Club Brugge   | 1 – 1          | SC Braga    | Jan Breydelstadion, Brugge Toeschouwers: 21.050 Scheidsrechter: Aleksandar Stavrev |
| 15 december 2011 Groepsfase UEFA Europa League | 50' Vleminckx | Wedstrijdfiche | 65' Ewerton | Jan Breydelstadion, Brugge Toeschouwers: 21.050 Scheidsrechter: Aleksandar Stavrev |

| Club Brugge | SC Braga |

| Club Brugge (4–2–3–1): |    |                  |     |
|                        |    |                  |     |
| GK                     | 33 | Vladan Kujović   |     |
| RB                     | 4  | Carl Hoefkens    | 37' |
| CB                     | 3  | Michael Almebäck |     |
| CB                     | 18 | Ryan Donk        |     |
| LB                     | 2  | Tom Høgli        |     |
| CM                     | 32 | Vadis Odjidja    | 22' |
| CM                     | 6  | Niki Zimling     |     |
| RM                     | 19 | Thomas Meunier   | 46' |
| AM                     | 13 | Víctor Vázquez   |     |
| LM                     | 10 | Nabil Dirar      |     |
| CF                     | 9  | Björn Vleminckx  | 88' |
| Wisselspelers:         |    |                  |     |
|                        |    |                  |     |
| MF                     | 8  | Lior Refaelov    | 46' |
| FW                     | 15 | Joseph Akpala    | 88' |
| Coach:                 |    |                  |     |
| Christoph Daum         |    |                  |     |

| SC Braga (4–3–3): |    |                    |     |
|                   |    |                    |     |
| GK                | 1  | Quim               | 90' |
| RB                | 25 | Leandro Salino     | 61' |
| CB                | 5  | Ewerton            |     |
| CB                | 44 | Douglão            | 90' |
| LB                | 20 | Elderson Echiéjilé | 16' |
| DM                | 22 | Djamal Mahamat     |     |
| CM                | 45 | Hugo Viana         | 86' |
| CM                | 10 | Hélder Barbosa     | 78' |
| RW                | 30 | Alan               |     |
| CF                | 21 | Nuno Gomes         | 60' |
| LW                | 18 | Lima               |     |
| Wisselspelers:    |    |                    |     |
|                   |    |                    |     |
| FW                | 9  | Paulo César        | 60' |
| FW                | 83 | Carlão             | 78' |
| MF                | 8  | Márcio Mossoró     | 86' |
| Coach:            |    |                    |     |
| Leonardo Jardim   |    |                    |     |

### Tweede ronde (heen)
|                                                  |                                   |                |               |                                                                      |
| 16 februari 2012 Tweede ronde UEFA Europa League | Hannover 96                       | 2 – 1          | Club Brugge   | AWD Arena, Hannover Toeschouwers: 42.000 Scheidsrechter: Jorge Sousa |
| 16 februari 2012 Tweede ronde UEFA Europa League | 73' Sobiech 80' (pen) Schlaudraff | Wedstrijdfiche | 51' Lestienne | AWD Arena, Hannover Toeschouwers: 42.000 Scheidsrechter: Jorge Sousa |

| Hannover 96 | Club Brugge |

| Hannover 96 (4–4–2): |    |                     |         |
|                      |    |                     |         |
| GK                   | 1  | Ron-Robert Zieler   |         |
| RB                   | 6  | Steve Cherundolo    | 71' 76' |
| CB                   | 5  | Mario Eggimann      | 17'     |
| CB                   | 4  | Emanuel Pogatetz    |         |
| LB                   | 24 | Christian Pander    |         |
| RM                   | 13 | Jan Schlaudraff     |         |
| CM                   | 33 | Manuel Schmiedebach |         |
| CM                   | 7  | Sérgio Pinto        | 68'     |
| LM                   | 28 | Lars Stindl         | 61'     |
| RF                   | 25 | Mohammed Abdellaoue | 37'     |
| LF                   | 39 | Mame Biram Diouf    |         |
| Wisselspelers:       |    |                     |         |
|                      |    |                     |         |
| DF                   | 34 | Konstantin Rausch   | 37'     |
| FW                   | 9  | Artur Sobiech       | 68' 86' |
| DF                   | 23 | Sofian Chahed       | 76'     |
| Coach:               |    |                     |         |
| Mirko Slomka         |    |                     |         |

| Club Brugge (4–2–3–1): |    |                   |     |
|                        |    |                   |     |
| GK                     | 30 | Vladan Kujović    | 49' |
| RB                     | 4  | Carl Hoefkens     |     |
| CB                     | 22 | Jordi             |     |
| CB                     | 18 | Ryan Donk         | 79' |
| LB                     | 5  | Fredrik Stenman   | 60' |
| CM                     | 20 | Thibaut Van Acker | 86' |
| CM                     | 6  | Niki Zimling      |     |
| RM                     | 8  | Lior Refaelov     |     |
| AM                     | 13 | Víctor Vázquez    | 39' |
| LM                     | 16 | Maxime Lestienne  | 74' |
| CF                     | 15 | Joseph Akpala     | 87' |
| Wisselspelers:         |    |                   |     |
|                        |    |                   |     |
| FW                     | 19 | Thomas Meunier    | 74' |
| FW                     | 9  | Björn Vleminckx   | 87' |
| Coach:                 |    |                   |     |
| Christoph Daum         |    |                   |     |

### Tweede ronde (terug)
|                                                  |             |                |             |                                                                                |
| 23 februari 2012 Tweede ronde UEFA Europa League | Club Brugge | 0 – 1          | Hannover 96 | Jan Breydelstadion, Brugge Toeschouwers: 22.000 Scheidsrechter: William Collum |
| 23 februari 2012 Tweede ronde UEFA Europa League |             | Wedstrijdfiche | 21' Diouf   | Jan Breydelstadion, Brugge Toeschouwers: 22.000 Scheidsrechter: William Collum |

| Club Brugge | Hannover 96 |

| Club Brugge (4–2–3–1): |    |                   |         |
|                        |    |                   |         |
| GK                     | 33 | Vladan Kujović    |         |
| RB                     | 4  | Carl Hoefkens     | 21'     |
| CB                     | 22 | Jordi             |         |
| CB                     | 3  | Michael Almebäck  |         |
| LB                     | 2  | Tom Høgli         | 62'     |
| CM                     | 20 | Thibaut Van Acker | 62'     |
| CM                     | 6  | Niki Zimling      | 10'     |
| RM                     | 19 | Thomas Meunier    | 84'     |
| AM                     | 13 | Víctor Vázquez    |         |
| LM                     | 8  | Lior Refaelov     | 76'     |
| CF                     | 15 | Joseph Akpala     | 86'     |
| Wisselspelers:         |    |                   |         |
|                        |    |                   |         |
| FW                     | 16 | Maxime Lestienne  | 62'     |
| FW                     | 9  | Björn Vleminckx   | 62' 86' |
| Coach:                 |    |                   |         |
| Christoph Daum         |    |                   |         |

| Hannover 96 (4–4–2): |    |                     |         |
|                      |    |                     |         |
| GK                   | 1  | Ron-Robert Zieler   | 37'     |
| RB                   | 23 | Sofian Chahed       | 52'     |
| CB                   | 5  | Mario Eggimann      |         |
| CB                   | 4  | Emanuel Pogatetz    |         |
| LB                   | 24 | Christian Pander    |         |
| RM                   | 13 | Jan Schlaudraff     | 63' 74' |
| CM                   | 33 | Manuel Schmiedebach |         |
| CM                   | 7  | Sérgio Pinto        |         |
| LM                   | 28 | Lars Stindl         | 90'     |
| RF                   | 25 | Mohammed Abdellaoue | 90'     |
| LF                   | 39 | Mame Biram Diouf    |         |
| Wisselspelers:       |    |                     |         |
|                      |    |                     |         |
| DF                   | 34 | Konstantin Rausch   | 74'     |
| MF                   | 17 | Moritz Stoppelkamp  | 90'     |
| FW                   | 11 | Didier Ya Konan     | 90'     |
| Coach:               |    |                     |         |
| Mirko Slomka         |    |                     |         |

## Beker van België

### Wedstrijden
| Beker van België                                   |                                                    |                                 |                                                | |                                                     |
| Wedstrijddetails                                   | Thuisploeg                                         | Uitslag                         | Uitploeg                                       | Opstelling | Kaarten                                             |
| 1/16 finale                                        |                                                    |                                 |                                                | |                                                     |
| 21 september 2011 20:30 Armand Melisstadion Dessel | KFC Dessel Sport (III)                             | 2-3                             | Club Brugge                                    | Coosemans Hoefkens, Donk, Van Gijseghem (56' Refaelov), De Jonghe Van Acker (46' Odjidja), Blondel, Deschilder Lestienne (20' Vydra), Vleminckx, Meunier                                                |                                                     |
| 21 september 2011 20:30 Armand Melisstadion Dessel | 14' Asubonteng 28' Bennassar                       | 1-0 2-0 1-2 2-2 2-3             | 69' Vleminckx 80' Blondel 82' Meunier          | Coosemans Hoefkens, Donk, Van Gijseghem (56' Refaelov), De Jonghe Van Acker (46' Odjidja), Blondel, Deschilder Lestienne (20' Vydra), Vleminckx, Meunier                                                |                                                     |
| 1/8 finale                                         |                                                    |                                 |                                                | |                                                     |
| 26 oktober 2011 20:45 Jules Ottenstadion Gent      | AA Gent                                            | 4-4 (4-2)                       | Club Brugge                                    | Coosemans Van Acker (87' Vleminckx), Donk, Almebäck, De Jonghe (91' Vansteenkiste) Odjidja, Zimling, Vázquez Dirar (74' Meunier), Akpala, Refaelov Strafschoppen: Vázquez, Zimling, Refaelov, Vleminckx | 15' Almebäck 65' Refaelov 85' Akpala 114' Vleminckx |
| 26 oktober 2011 20:45 Jules Ottenstadion Gent      | 6' Coulibaly 51' Coulibaly 79' Soumahoro 84' Thijs | 1-0 1-1 1-2 1-3 2-3 3-3 4-3 4-4 | 18' Zimling 43' Dirar 45' Donk 90+4' Vleminckx | Coosemans Van Acker (87' Vleminckx), Donk, Almebäck, De Jonghe (91' Vansteenkiste) Odjidja, Zimling, Vázquez Dirar (74' Meunier), Akpala, Refaelov Strafschoppen: Vázquez, Zimling, Refaelov, Vleminckx | 15' Almebäck 65' Refaelov 85' Akpala 114' Vleminckx |

### Laatste 16
|  | 1/8e finale | 1/8e finale            | 1/8e finale            |     |                | kwartfinale | kwartfinale  | kwartfinale |  |  | halve finale | halve finale | halve finale   |   |  | finale | finale | finale |
|  |             |                        |                        |     |                |             |              |             |  |  |              |              |                |   |  |        |        |        |
|  |             | KRC Genk               | 0                      |     |                |             |              |             |  |  |              |              |                |   |  |        |        |        |
|  |             | K. Lierse SK           | 2                      |     |                |             |              |             |  |  |              |              |                |   |  |        |        |        |
|  |             | K. Lierse SK           | 2                      |     | K. Lierse SK   | 1 4         |              |             |  |  |              |              |                |   |  |        |        |        |
|  |             |                        |                        |     | K. Lierse SK   | 1 4         |              |             |  |  |              |              |                |   |  |        |        |        |
|  |             |                        | R. Standard de Liège   | 2   |                |             |              |             |  |  |              |              |                |   |  |        |        |        |
|  |             | SV Zulte Waregem       | R. Standard de Liège   | 2   | 1              |             |              |             |  |  |              |              |                |   |  |        |        |        |
|  |             |                        |                        |     | 1              |             |              |             |  |  |              |              |                |   |  |        |        |        |
|  |             | R. Standard de Liège   | 2                      |     |                |             |              |             |  |  |              |              |                |   |  |        |        |        |
|  |             |                        |                        |     |                |             | K. Lierse SK | 0           |  |  |              |              |                |   |  |        |        |        |
|  |             |                        |                        |     |                |             |              |             |  |  |              |              |                |   |  |        |        |        |
|  |             |                        | KSC Lokeren OV         | 1 3 |                |             |              |             |  |  |              |              |                |   |  |        |        |        |
|  |             | KSC Lokeren OV         | KSC Lokeren OV         | 1 3 | 3              |             |              |             |  |  |              |              |                |   |  |        |        |        |
|  |             |                        |                        |     | 3              |             |              |             |  |  |              |              |                |   |  |        |        |        |
|  |             | KVC Westerlo           | 1                      |     |                |             |              |             |  |  |              |              |                |   |  |        |        |        |
|  |             | KVC Westerlo           | 1                      |     | KSC Lokeren OV | 1 3         |              |             |  |  |              |              |                |   |  |        |        |        |
|  |             |                        |                        |     | KSC Lokeren OV | 1 3         |              |             |  |  |              |              |                |   |  |        |        |        |
|  |             |                        | KAA Gent               | 1 3 |                |             |              |             |  |  |              |              |                |   |  |        |        |        |
|  |             | KAA Gent               | KAA Gent               | 1 3 | 4 ns (4)       |             |              |             |  |  |              |              |                |   |  |        |        |        |
|  |             |                        |                        |     | 4 ns (4)       |             |              |             |  |  |              |              |                |   |  |        |        |        |
|  |             | Club Brugge KV         | 4 ns (2)               |     |                |             |              |             |  |  |              |              |                |   |  |        |        |        |
|  |             |                        |                        |     |                |             |              |             |  |  |              |              | KSC Lokeren OV | 1 |  |        |        |        |
|  |             |                        |                        |     |                |             |              |             |  |  |              |              |                | 1 |  |        |        |        |
|  |             |                        | KV Kortrijk            | 0   |                |             |              |             |  |  |              |              |                |   |  |        |        |        |
|  |             | K. Sint-Truidense VV   | KV Kortrijk            | 0   | 0              |             |              |             |  |  |              |              |                |   |  |        |        |        |
|  |             | K. Sint-Truidense VV   |                        |     | 0              |             |              |             |  |  |              |              |                |   |  |        |        |        |
|  |             | KV Kortrijk            | 1                      |     |                |             |              |             |  |  |              |              |                |   |  |        |        |        |
|  |             | KV Kortrijk            | 1                      |     | KV Kortrijk    | 2 1         |              |             |  |  |              |              |                |   |  |        |        |        |
|  |             |                        |                        |     | KV Kortrijk    | 2 1         |              |             |  |  |              |              |                |   |  |        |        |        |
|  |             |                        | K. Beerschot AC        | 0 2 |                |             |              |             |  |  |              |              |                |   |  |        |        |        |
|  |             | Cercle Brugge KSV      | K. Beerschot AC        | 0 2 | 0              |             |              |             |  |  |              |              |                |   |  |        |        |        |
|  |             |                        |                        |     | 0              |             |              |             |  |  |              |              |                |   |  |        |        |        |
|  |             | K. Beerschot AC        | 1                      |     |                |             |              |             |  |  |              |              |                |   |  |        |        |        |
|  |             |                        |                        |     |                |             | KV Kortrijk  | 2           |  |  |              |              |                |   |  |        |        |        |
|  |             |                        |                        |     |                |             |              |             |  |  |              |              |                |   |  |        |        |        |
|  |             |                        | RAEC Mons              | 1 2 |                |             |              |             |  |  |              |              |                |   |  |        |        |        |
|  |             | RAEC Mons              | RAEC Mons              | 1 2 | 1              |             |              |             |  |  |              |              |                |   |  |        |        |        |
|  |             | RAEC Mons              |                        |     | 1              |             |              |             |  |  |              |              |                |   |  |        |        |        |
|  |             | YRKV Mechelen          | 0                      |     |                |             |              |             |  |  |              |              |                |   |  |        |        |        |
|  |             | YRKV Mechelen          | 0                      |     | RAEC Mons      | 3 2         |              |             |  |  |              |              |                |   |  |        |        |        |
|  |             |                        |                        |     | RAEC Mons      | 3 2         |              |             |  |  |              |              |                |   |  |        |        |        |
|  |             |                        | K. Rupel Boom FC (III) | 1 2 |                |             |              |             |  |  |              |              |                |   |  |        |        |        |
|  |             | RSC Anderlecht         | K. Rupel Boom FC (III) | 1 2 | 1              |             |              |             |  |  |              |              |                |   |  |        |        |        |
|  |             | RSC Anderlecht         |                        |     | 1              |             |              |             |  |  |              |              |                |   |  |        |        |        |
|  |             | K. Rupel Boom FC (III) | 2                      |     |                |             |              |             |  |  |              |              |                |   |  |        |        |        |

Opmerking: het getal tussen haakjes duidt op het resultaat in de strafschoppenreeks

## Galerij

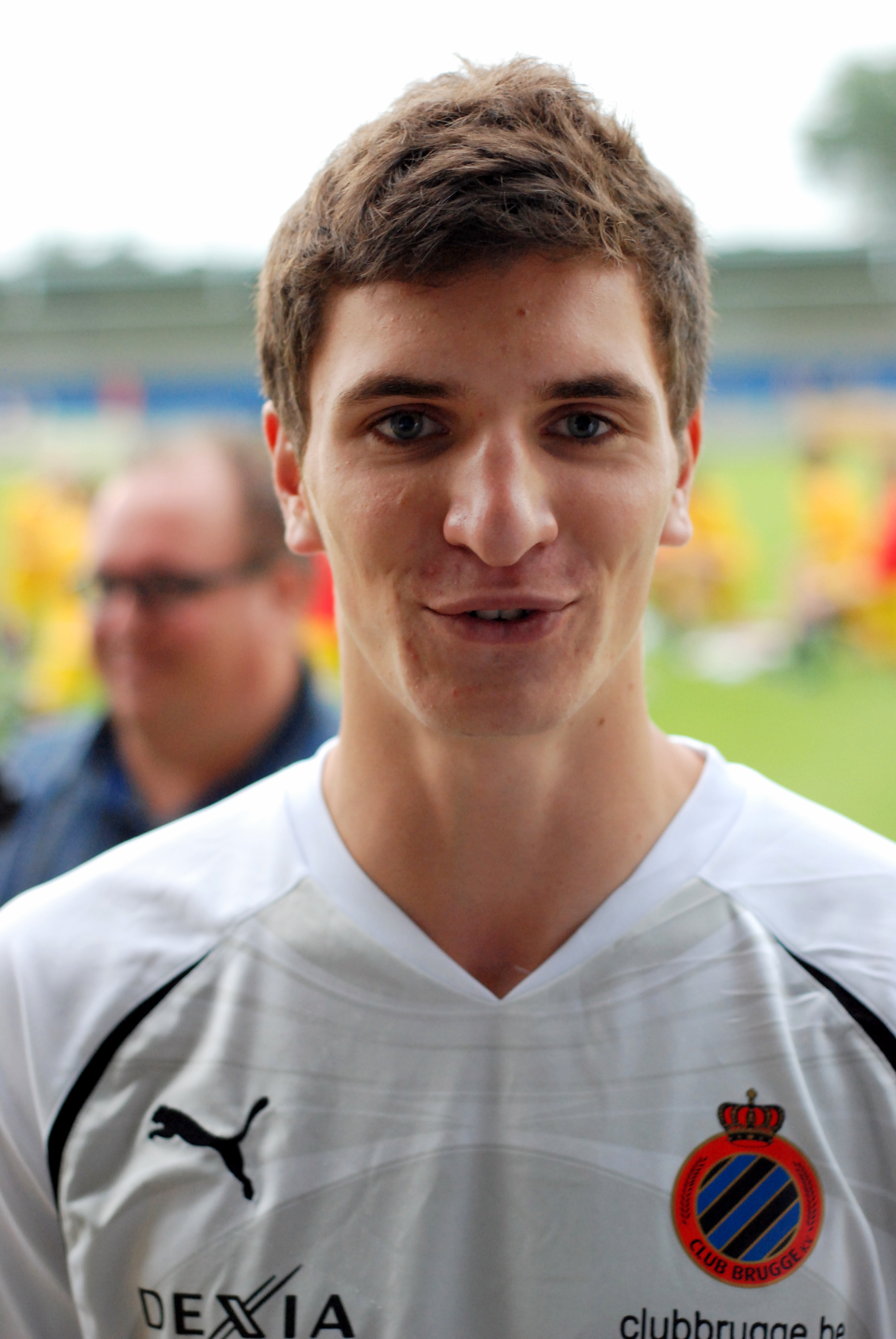
Thomas Meunier maakte op 28 juli 2011 zijn officieel debuut voor Club Brugge.
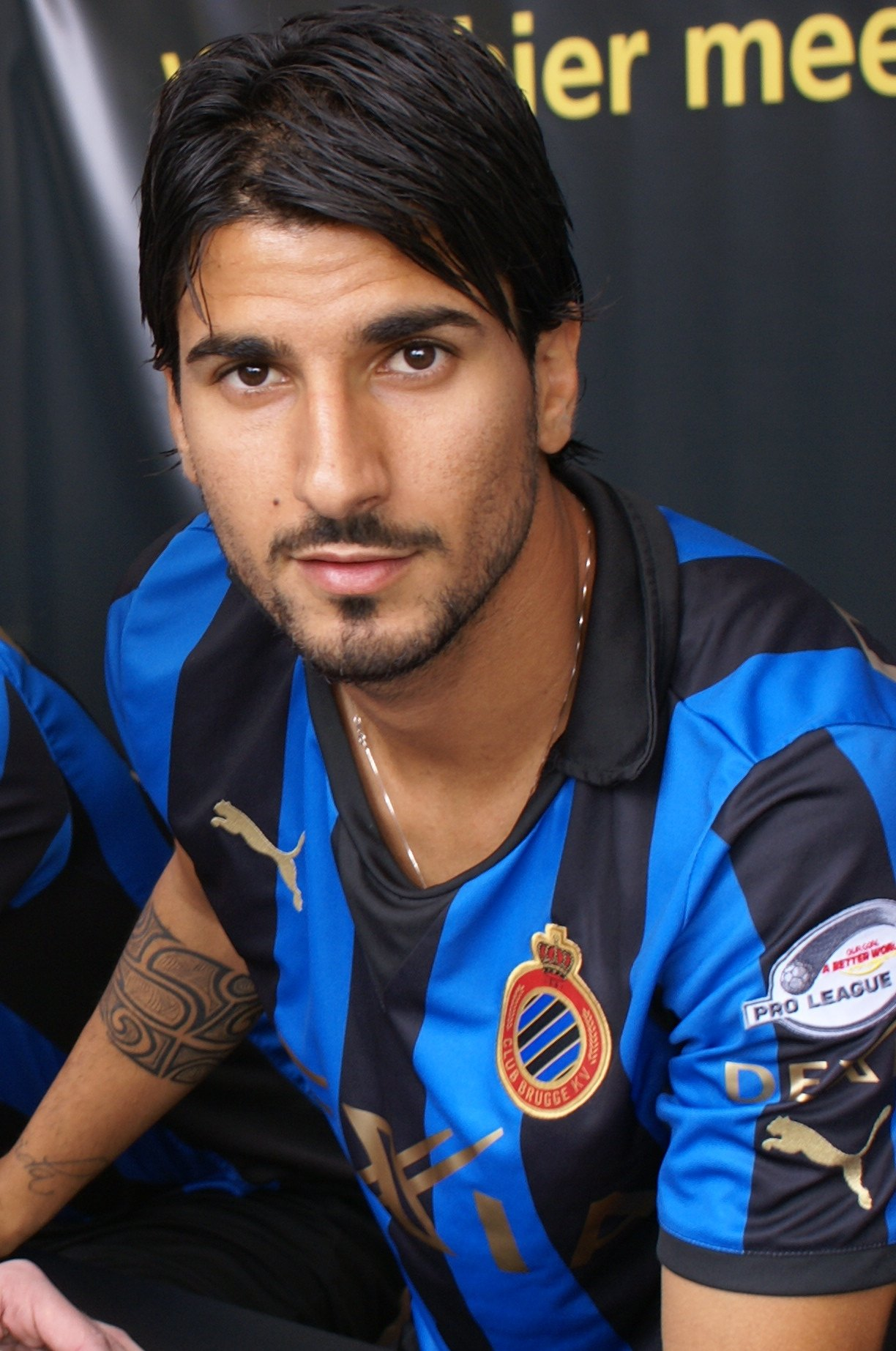
Lior Refaelov was in de zomer een van de elf nieuwkomers bij blauw-zwart.
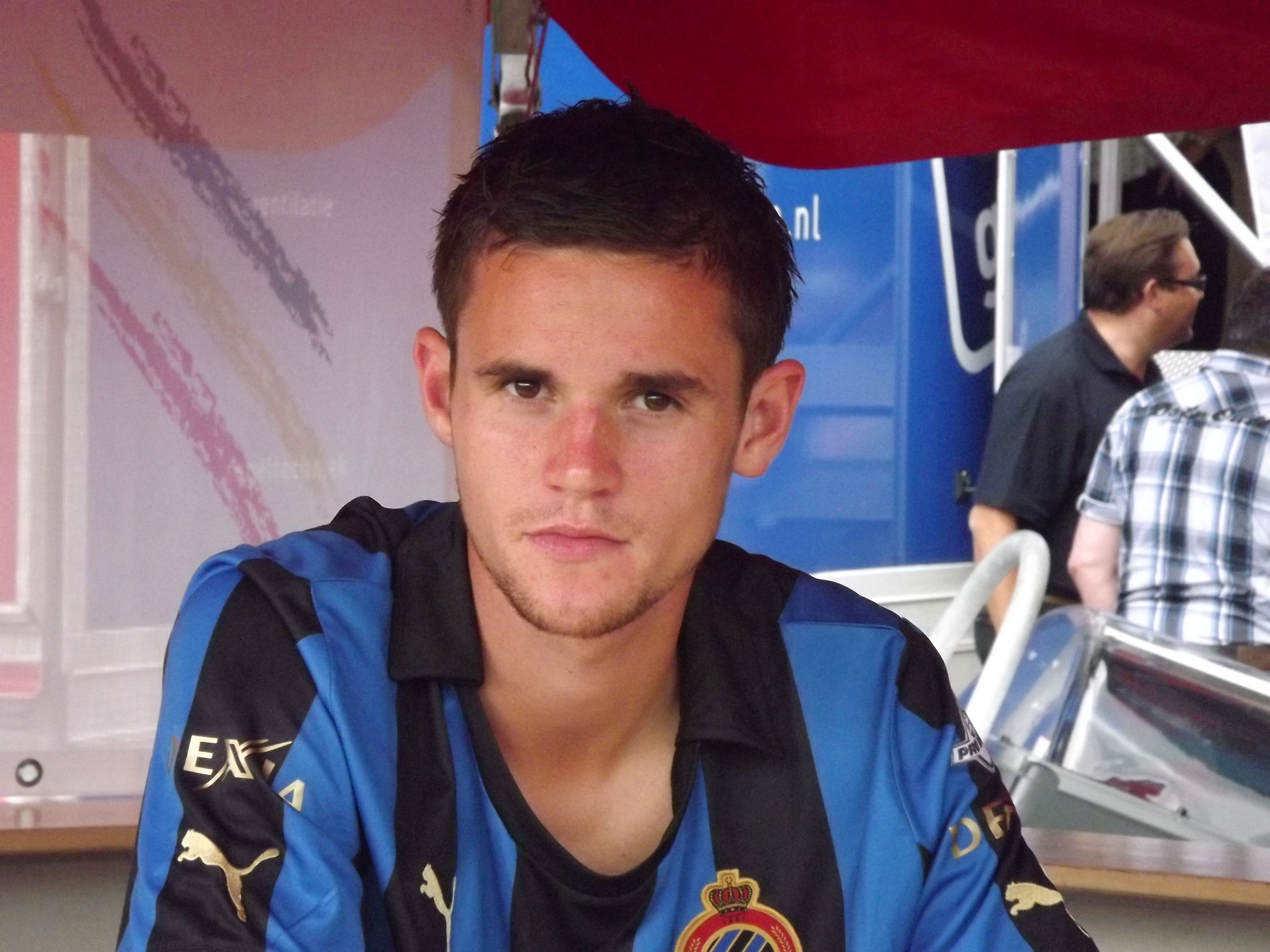
Na de blessure van Vadis Odjidja mocht Thibaut Van Acker zijn kans grijpen.